# Maya

El Castillo a Chichén Itzá

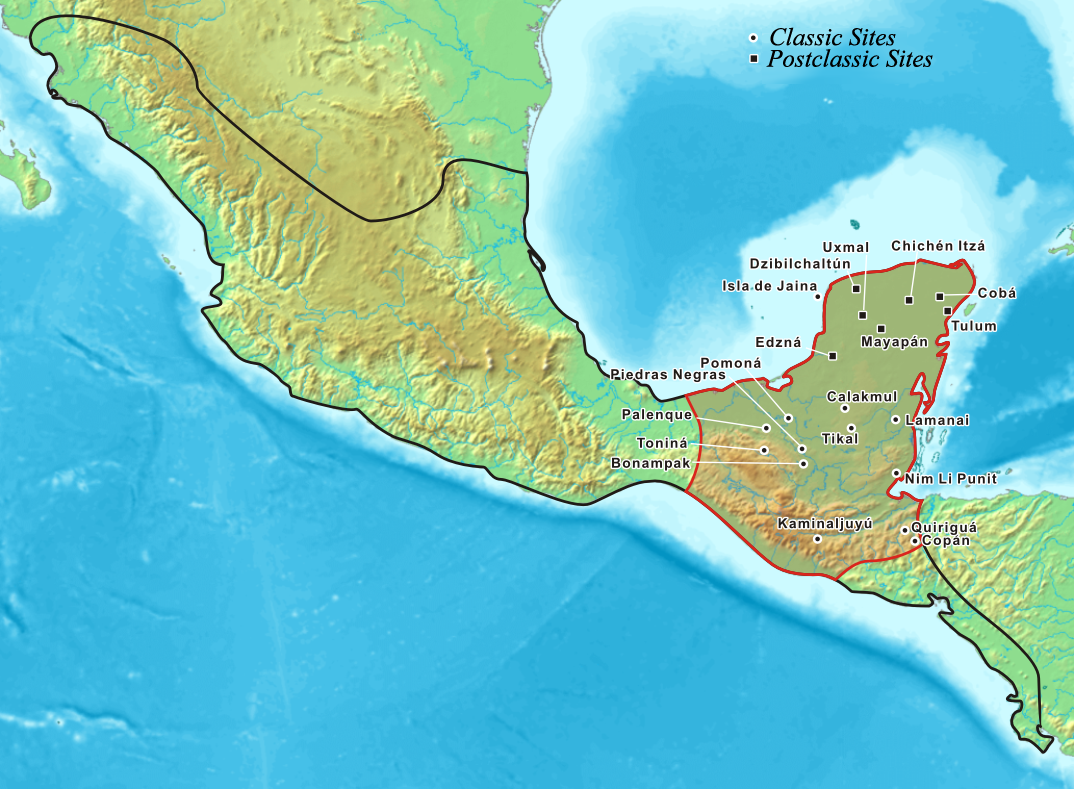
La Mesoamerica, in evidenza l'area maya

I maya furono una popolazione insediatasi in Mesoamerica, dove si sviluppò una civiltà nota per l'arte, l'architettura, i raffinati sistemi matematici e astronomici e la scrittura (l'unico sistema noto di scrittura pienamente sviluppato nelle Americhe precolombiane).
La civiltà degli antichi maya si sviluppò in una zona che comprende: l'odierno sudest messicano, il Guatemala e il Belize, oltre a porzioni occidentali dell'Honduras e di El Salvador. Questa regione è costituita dalle pianure del nord, che comprendono la penisola dello Yucatán, dagli altopiani della Sierra Madre, che si estendono dallo stato messicano del Chiapas verso tutto il sud del Guatemala e poi in El Salvador e dalle pianure meridionali del litorale del Pacifico.
Durante il periodo preclassico, questa civiltà costituì le prime comunità stanziali e adottò la coltivazione degli alimenti che diventarono base della loro alimentazione, tra cui: mais, fagioli, zucche e peperoncini. Le prime città maya si svilupparono tra il 750 a.C e il 500 a.C e vantavano monumentali architetture, come i grandi templi impreziositi da elaborate facciate in stucco. La scrittura geroglifica fu utilizzata a partire dal III secolo a.C. Nel tardo periodo preclassico, un certo numero di grandi città crebbero nel Bacino di Petén e Kaminaljuyu diventò un centro molto importante negli altopiani del Guatemala. Con l'avvento delle costruzioni dei monumenti scolpiti con le date del lungo computo, avvenuto intorno al 250 d.C., si fa coincidere l'inizio del periodo classico.
Tale periodo vide i Maya fondare numerose città-stato collegate da una fitta rete commerciale. Due città rivali, Tikal e Calakmul, divennero molto potenti. Il periodo classico fu caratterizzato anche dall'intervento intrusivo della città messicana di Teotihuacan nella loro politica dinastica. Nel IX secolo vi fu un diffuso collasso politico nella regione centrale che sfociò in una guerra civile con un conseguente abbandono delle città e uno spostamento verso nord della popolazione. Il successivo periodo postclassico, vide sorgere a nord l'insediamento di Chichén Itzá e l'espansione dell'aggressivo regno Quiché di Q'umarkaj nelle regioni collinari del Guatemala. Nel XVI secolo, l'impero spagnolo colonizzò la regione mesoamericana e, dopo una lunga serie di campagne militari, l'ultima città maya cadde definitivamente nel 1697.
La legge del periodo classico fu centrata intorno al concetto di "re divinità", che agiva come mediatore tra i mortali e il regno soprannaturale. Il potere sovrano era patrilineare e veniva normalmente passato al figlio maggiore. La politica maya fu caratterizzata da un sistema chiuso di patronato, anche se l'esatto sistema amministrativo variava da una città-stato all'altra. Verso la fine del periodo classico, gli appartenenti all'aristocrazia crebbero in numero, con una conseguente riduzione del potere esclusivo del re divino. La civiltà maya sviluppò forme d'arte altamente sofisticate, utilizzando per le loro opere materiali sia deperibili che non deperibili, tra cui: il legno, la giada, l'ossidiana, la ceramica, la pietra scolpita, gli stucchi e gli affreschi finemente dipinti.
Le città maya tendevano ad espandersi casualmente e il centro cittadino era occupato da complessi commerciali e amministrativi, circondati da una serie di quartieri residenziali edificati disordinatamente. Spesso, diverse zone della città erano collegate da strade rialzate. Le costruzioni principali erano: i palazzi, i templi-piramide, i campi per il gioco della palla e le strutture dedicate all'osservazione astronomica. La classe elitaria maya era in grado di leggere e scrivere e sviluppò un complesso sistema di scrittura geroglifica che fu la più avanzata delle Americhe precolombiane. I Maya raccolsero la loro storia e la loro conoscenza in alcuni libri, di cui rimangono solo tre esemplari, i restanti furono distrutti dagli spagnoli. Tuttavia vi sono anche un gran numero di testimonianze ritrovate su steli e ceramiche. I Maya svilupparono un sistema altamente complesso di calendari rituali e la loro matematica comprendeva uno dei primi casi di zero esplicito nel mondo.

## Geografia

Massima estensione della civiltà maya

La civiltà maya occupava un ampio territorio che comprendeva il Messico sudorientale e il nord dell'America Centrale; questa zona comprende tutta la penisola dello Yucatán, Guatemala, Messico e Belize e dunque tutto il territorio facente ora parte degli odierni paesi del Guatemala e del Belize, così come le parti occidentali dell'Honduras e dell'El Salvador. In Messico, il territorio occupato dai Maya è ora incorporato negli stati di: Chiapas, Tabasco, Campeche, Quintana Roo e Yucatán. La penisola dello Yucatán è delimitata dal Mar dei Caraibi a est e dal Golfo del Messico a nord e ad ovest e comprende i moderni stati messicani di Yucatán, Quintana Roo e Campeche, la parte orientale dello stato di Tabasco, la maggior parte del dipartimento guatemalteco di Petén e tutto il Belize. La maggior parte della penisola è costituita da una vasta pianura con alcune colline o montagne e una riviera costiera generalmente bassa. Le zone nord-occidentale e settentrionali presentano una minore piovosità rispetto al resto della penisola; queste regioni vantano una roccia calcarea altamente porosa con una conseguente minor presenza di acque superficiali. Al contrario, la parte nord-orientale della penisola è caratterizzata da paludi boschive. La parte settentrionale della penisola è priva di fiumi, fatta eccezione per il fiume Champotón, tutti gli altri si trovano nel sud.

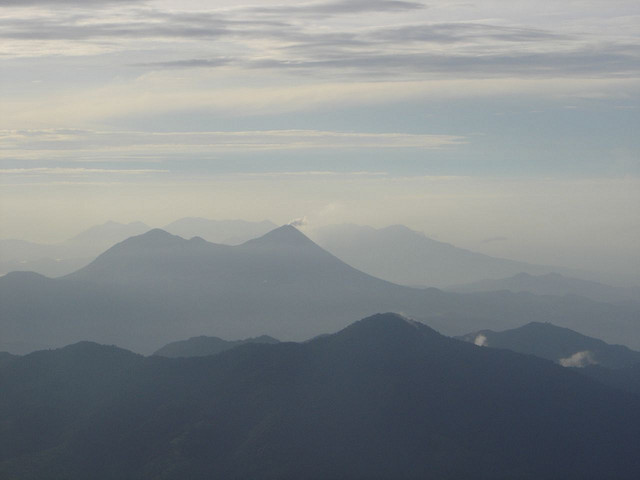
Le alture della Sierra Madre

La regione di Petén è composta da fitte foreste, basse pianure ed è attraversata da est a ovest da una serie di rilievi; le fonti d'acqua sono generalmente formate da piccoli fiumi e paludi stagionali, conosciute come bajos. Una serie di quattordici laghi compone il centrale bacino di Petén e il lago più grande è il Petén Itzá. Una vasta savana si estende a sud dei laghi centrali. A sud la pianura sale gradualmente verso le alture del Guatemala. La foresta densa copre il nord di Petén e il Belize, la maggior parte degli stati messicani Quintana Roo, Campeche e una parte del sud dello stato dello Yucatán.
Chiapas occupa l'estremo sud-est del Messico e possiede 260 chilometri di costa del Pacifico. Chiapas è caratterizzata da due regioni montuose principali; a sud si trova la Sierra Madre de Chiapas mente al centro vi è la Montañas Centraarate dalla depressione centrale, contenente il bacino idrografico del fiume Grijalva, ove è presente un clima caldo con piogge moderate. Gli altopiani della Sierra Madre guadagnano quota da ovest a est, con le più alte cime che svettano vicino al confine guatemalteco. Gli altopiani centrali del Chiapas virano bruscamente a nord del Grijalva, ad un'altitudine massima di 2.400 metri per poi scendere gradualmente verso la penisola dello Yucatán. Essi vengono tagliati da profonde valli che si estendono parallele alla costa del Pacifico, e dispongono di un sistema complesso di affluenti che alimentano sia il Grijalva che il fiume Lacantun. Alla fine orientale degli altopiani centrali vi è la selva Lacandona, regione in gran parte montuosa con pianure tropicali all'estremo orientale. La zona litorale di Soconusco si trova a sud della Sierra Madre de Chiapas ed è costituita da una stretta pianura costiera ai piedi della Sierra Madre. Gli altopiani occupati dai Maya si estendono verso est dal Chiapas verso il Guatemala, raggiungendo il più alto punto nella Sierra de los Cuchumatanes. I principali centri abitati precolombiani erano situati nelle più grandi valli dell'altopiano, come la Valle del Guatemala e la Valle Quetzaltenango. Gli altopiani meridionali sono una cintura di coni e altopiani vulcanici che corre parallela alla costa del Pacifico del Chiapas, in tutta la parte meridionale del Guatemala e poi in El Salvador. Gli altopiani si estendono verso nord a Verapaz e gradualmente scendono verso est.

## Storia
Solitamente la storia della civiltà maya viene divisa in tre periodi principali quali preclassico, classico e postclassico. Gli studiosi moderni considerano questi periodi come divisioni arbitrarie della loro cronistoria, piuttosto che indicativi dell'evoluzione culturale o della decadenza. Le date di inizio o di fine di un dato periodo, possono variare anche di un secolo a seconda dell'autore o del testo di riferimento. Il periodo preclassico si estende circa tra il 2000 a.C. e il 250 d.C. a cui segue il periodo classico, circa dal 250 d.C. al 950 d.C. e il postclassico dal 950 d.C. alla metà del XVI secolo. Ogni periodo è così ulteriormente suddiviso:
| Periodo             | Divisione           | Divisione               | Data              |
| ------------------- | ------------------- | ----------------------- | ----------------- |
| Preclassico         | Primo preclassico   | Primo preclassico       | 2000 – 1000 a.C.  |
| Preclassico         | Medio preclassico   | Primo medio preclassico | 1000 – 600 a.C.   |
| Preclassico         | Medio preclassico   | Tardo medio preclassico | 600 – 350 a.C.    |
| Preclassico         | Tardo preclassico   | Primo tardo preclassico | 350 – 1 a.C.      |
| Preclassico         | Tardo preclassico   | Tardo tardo preclassico | 1 a.C. – 159 d.C. |
| Preclassico         | Tardo preclassico   | Ultimo preclassico      | 159 – 250 d.C.    |
| Classico            | Primo classico      | Primo classico          | 250 – 550 d.C.    |
| Classico            | Tardo classico      | Tardo classico          | 550 – 830 d.C.    |
| Classico            | Ultimo classico     | Ultimo classico         | 830 – 950 d.C.    |
| Postclassico        | Primo postclassico  | Primo postclassico      | 950 – 1200 d.C.   |
| Postclassico        | Ultimo postclassico | Ultimo postclassico     | 1200 – 1539 d.C.  |
| Periodo di contatto | Periodo di contatto | Periodo di contatto     | 1511 – 1697 d.C.  |

### Periodo preclassico

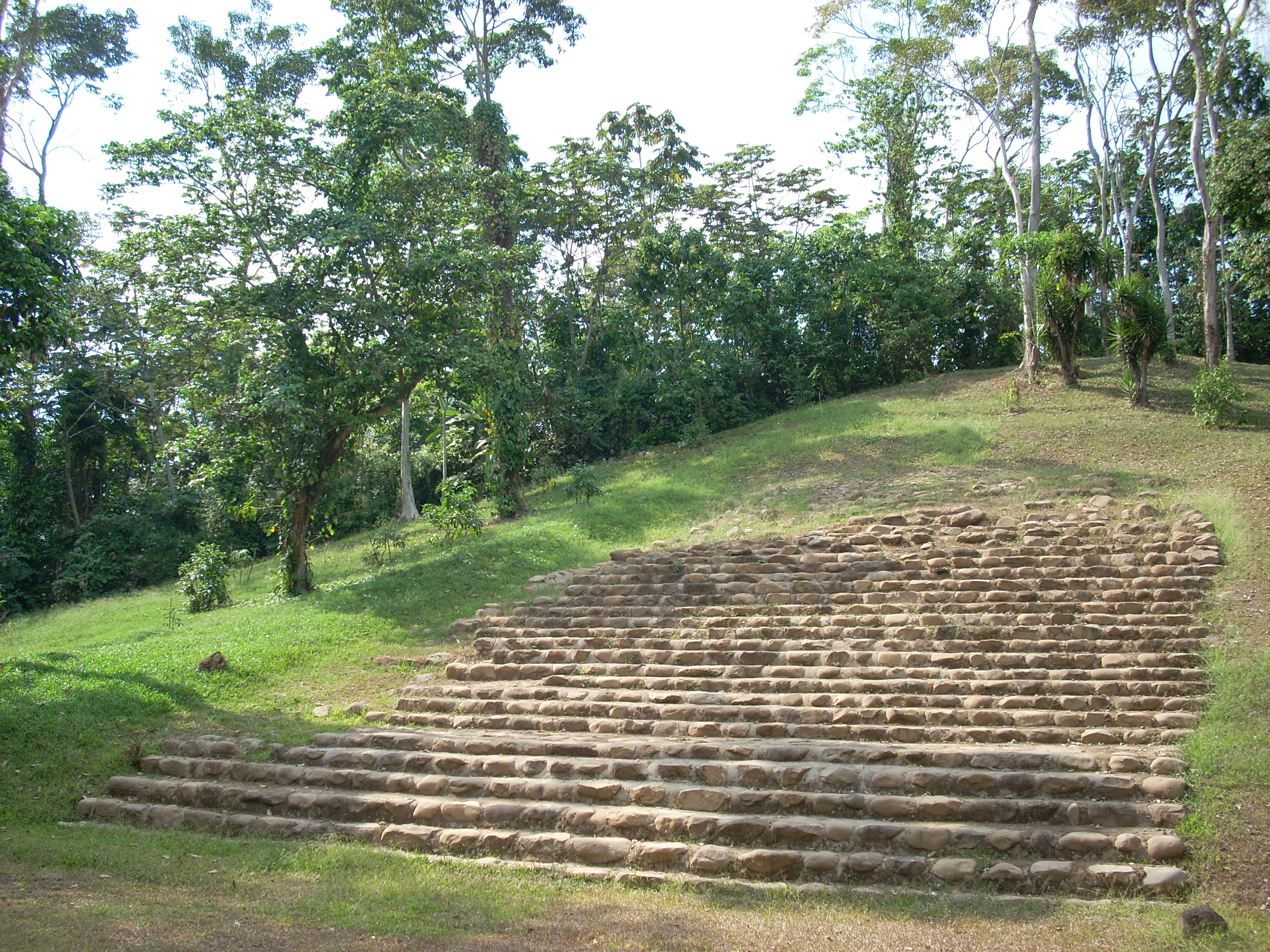
Edifici costruiti a Takalik Abaj durante il periodo medio preclassico

Tradizionalmente si intende per preclassico il periodo storico in cui iniziò lo sviluppo della civiltà maya. Tra gli studiosi vi è un costante dibattito circa la data di inizio di questa era. Grazie agli esami con il carbonio-14 è stato possibile datare alcuni dei reperti scoperti a Cuello, nel Belize, intorno al 2600 a.C. Studi sugli insediamenti databili intorno al 1800 a.C. della regione Soconusco della costa del Pacifico hanno rivelato che i Maya già coltivavano gli alimenti alla base della loro dieta, tra cui: mais, fagioli, zucche e peperoncino. Questo periodo, noto come il primo preclassico, fu caratterizzato da comunità sedentarie e dall'introduzione della ceramica e piccole sculture in argilla.
Durante il periodo medio preclassico i piccoli villaggi cominciarono a crescere, andando a costituire le prime città. Nel 500 a.C. esse già possedevano grandi strutture templari, decorate con maschere di stucco raffiguranti divinità. Nakbe, del Dipartimento di Petén in Guatemala, è il primo esempio ben documentato di città maya edificata in pianura, le cui grandi strutture sono state datate intorno al 750 a.C. Anche le pianure del nord dello Yucatán furono intensamente abitate a partire da questo periodo. Circa nel 400 a.C., verso la fine del periodo medio preclassico, i primi sovrani maya alzarono stele per celebrare i propri risultati e validare il proprio diritto a governare.
Pitture murali, ritrovate nel 2005, hanno permesso di collocare di diversi secoli indietro rispetto a quanto ritenuto l'origine della scrittura maya, dimostrando che vi fu già una certa capacità a San Bartolo nel Petén a partire dal III secolo a.C. ed è ormai assodato che furono fondamentali per il più ampio sviluppo successivo della scrittura mesoamericana. Nel tardo periodo preclassico la grande città di El Mirador crebbe fino ad arrivare a coprire un'area di circa 16 km2. Essa vantava viali pavimentati, enormi complessi piramidali (databili intorno al 150 a.C.), numerose steli e altari eretti nelle sue piazze. El Mirador è considerata una delle prime capitali della civiltà maya e le paludi del bacino del Mirador sembrano essere state un fonte di grande attrazione per i primi abitanti della zona, come lo dimostrano i numerosi insediamenti sorti intorno ad esso. Nel 350 d.C. circa la città di Tikal, destinata a diventare in seguito una delle più importanti del periodo classico maya, rivestiva già il ruolo di grande centro urbano anche se inferiore a El Mirador. La fioritura culturale dell'era tardo preclassica crollò nel I secolo d.C. e molte delle grandi città dell'epoca furono abbandonate dagli abitanti; il motivo di ciò a oggi è ancora sconosciuto.
Negli altopiani Kaminaljuyu emerse come importante centro urbano del tardo periodo preclassico, fungendo da collegamento per le rotte commerciali della costiera del Pacifico e il Río Motagua. La città si trovava ad un bivio che le permise di controllare i commerci verso ovest fino alla costa del Golfo, a nord verso gli altopiani e lungo la pianura costiera del Pacifico per l'istmo di Tehuantepec e El Salvador; ciò gli conferì il dominio sulla distribuzione di beni importanti, come la giada, l'ossidiana e il cinabro. Il primo stile scultoreo maya si diffuse lungo tutta questa la rete commerciale. Durante il periodo tardo preclassico Takalik Abaj e Chocolá erano due delle più importanti città della pianura costiera del Pacifico e Komchen crebbe fino a diventare un centro fondamentale dello Yucatán settentrionale.

### Periodo classico

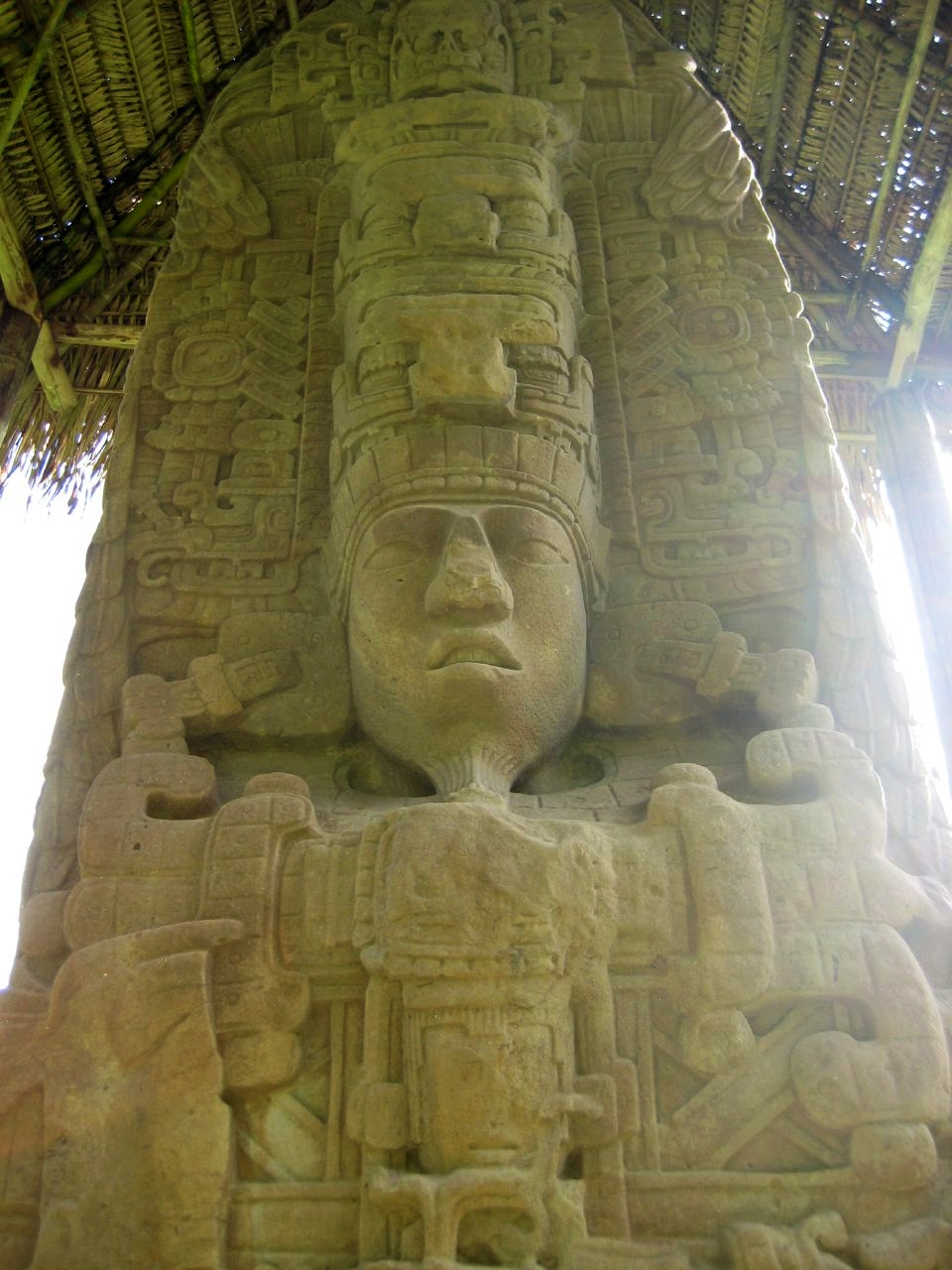
Stele, rinvenuta a Quiriguá, che rappresenta il re K'ak' Tiliw Chan Yopaat

Il periodo classico (circa 250 d.C.-900 d.C.) è in gran parte correlato al periodo durante il quale i Maya edificarono i monumenti che vennero datati utilizzando il calendario del Lungo Computo, costituendo il picco della fioritura delle grandi costruzioni e dell'urbanistica. Le iscrizioni monumentali comportarono un significativo sviluppo intellettuale e artistico, in particolare nelle regioni della pianura del sud. I Maya svilupparono una civiltà cittadina centrata sull'agricoltura intensiva costituita da numerose città-stato indipendenti, anche se alcune erano soggiogate ad altre. Il panorama politico, in questo periodo, è stato paragonato a quello dell'Italia rinascimentale o della Grecia classica, con la presenza di più città-stato impegnate in una complessa rete di alleanze e inimicizie. La popolazione della civiltà maya è stimata fino a 10 000 000 di abitanti.
Durante il periodo classico la civiltà maya raggiunse il suo massimo splendore e le città di tutta la regione furono influenzate dalla grande metropoli messicana di Teotihuacan. Nel 378 d.C. Teotihuacan fu protagonista di un decisivo intervento presso Tikal e altre città vicine, deponendo il loro sovrano e instaurando una nuova dinastia a loro asservita. Nei secoli successivi l'influenza di Teotihuacan si riscontra in tutti gli aspetti della cultura maya: dall'architettura alla pittura, alla ceramica, alle armi ecc. Nel VI secolo, però, Teotihuacan si disimpegnò dall'area e Tikal si ritrovò da sola ad affrontare le opposizioni. La decadenza di Tikal è testimoniata dall'assenza di nuove costruzioni o di stele commemorative per tutto il periodo fra il 560 e il 690 d.C. In questo secolo infatti primeggiò una diversa dinastia, quella dei Kaanul (=serpenti), proveniente dal Nord dello Yucatán, che stabilì la propria capitale a Calakmul, un'altra potente città del bacino di Petén e il cui re adottò il titolo di kaloomte (=re dei re).
Al suo apice, coincidente con il tardo classico, Tikal contava una popolazione di oltre 100 000 abitanti. Tikal e Calakmul, la sua grande rivale, svilupparono estesi sistemi di alleanze e vassallaggi: le città minori che entrarono a farne parte guadagnavano prestigio e rapporti pacifici con gli altri membri dell'alleanza. Talvolta, le due città contendenti, impegnavano tutte le città a loro collegate per combattere tra di loro con risultati alterni che segnarono i rispettivi periodi di fioritura e di declino.
Copán fu la città più importante del sud-est, mentre Palenque e Yaxchilán primeggiarono nella regione Usumacinta. Negli altopiani, Kaminaljuyu, posta nella valle del Guatemala, fu un grande insediamento umano già dal 300 a.C. Nel nord, Cobá era la capitale più influente. Le città più importanti comandavano sui piccoli centri pretendendo tributi sotto forma di lavoro o merci, come il cacao, tessuti e piume.

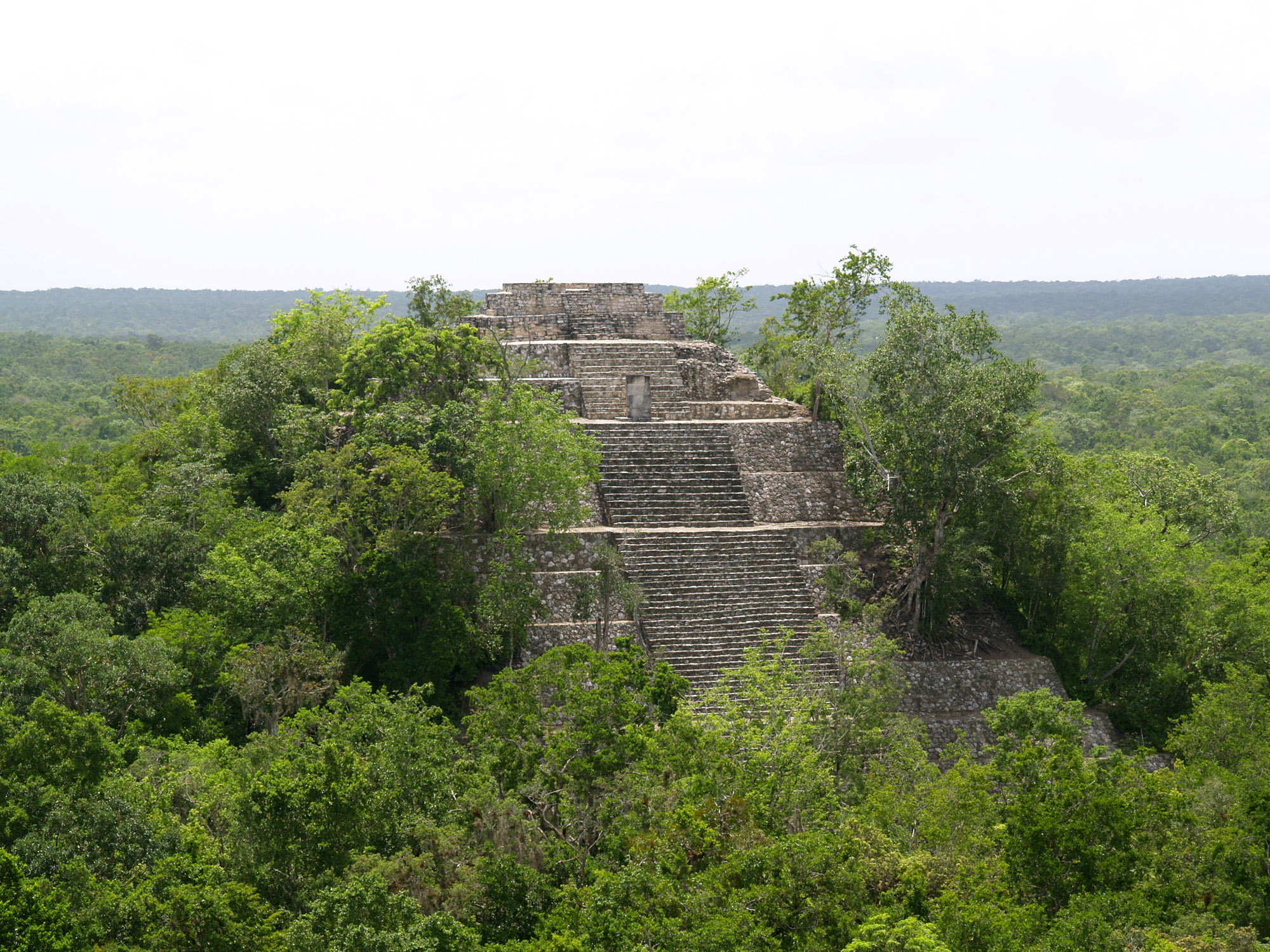
Calakmul fu una delle più importanti città del periodo classico

La base sociale della civiltà classica maya era costituita da una rete politica ed economica estesa che raggiunse tutta l'area e parte della grande regione mesoamericana. Le città predominanti del periodo classico erano situate nelle pianure centrali; durante questo periodo, gli altopiani del sud e le pianure del nord, possono essere considerate culturalmente, economicamente e politicamente periferiche rispetto a questa zona centrale.
I monumenti più importanti, a testimonianza di questo periodo storico, sono le piramidi mesoamericane e i palazzi che furono edificati nel centro delle grandi città. In questi anni l'uso della scrittura geroglifica sui monumenti si diffuse, lasciando una grande quantità di informazioni, comprese le registrazioni delle dinastie, delle alleanze e degli altri importanti avvenimenti politici del tempo. La scultura sulle steli di pietra si diffuse in tutta l'area e l'abbinamento di stele scolpite e di altari circolari sono considerati un segno distintivo della civiltà classica maya. Durante il periodo classico quasi ogni regno delle pianure meridionali sollevò steli nel suo centro cerimoniale. L'epigrafista David Stuart dapprima propose che i Maya considerassero le loro steli come "alberi di pietra", anche se poi rivide la sua interpretazione in "manifesti di pietra". Il principale obiettivo di una stele era quello di glorificare il proprio re.
I Maya intrapresero attività commerciali su lunga distanza: importanti vie correvano dal Rio Motagua al Mar dei Caraibi, poi a nord fino alla costa dello Yucatán. Un altro itinerario percorso si estendeva dal Verapaz lungo il Río de la Pasión verso il porto commerciale di Cancún; da lì, alcune rotte portavano all'est dell'attuale Belize, a nord del centro-settentrionale di Petén e poi verso il Golfo del Messico e la costa occidentale della penisola dello Yucatán. I prodotti elitari più frequentemente commerciati furono la giada, le ceramiche pregiate e le piume di quetzal, mentre quelli più semplici furono l'ossidiana, il sale e il cacao.

#### Fine del periodo classico

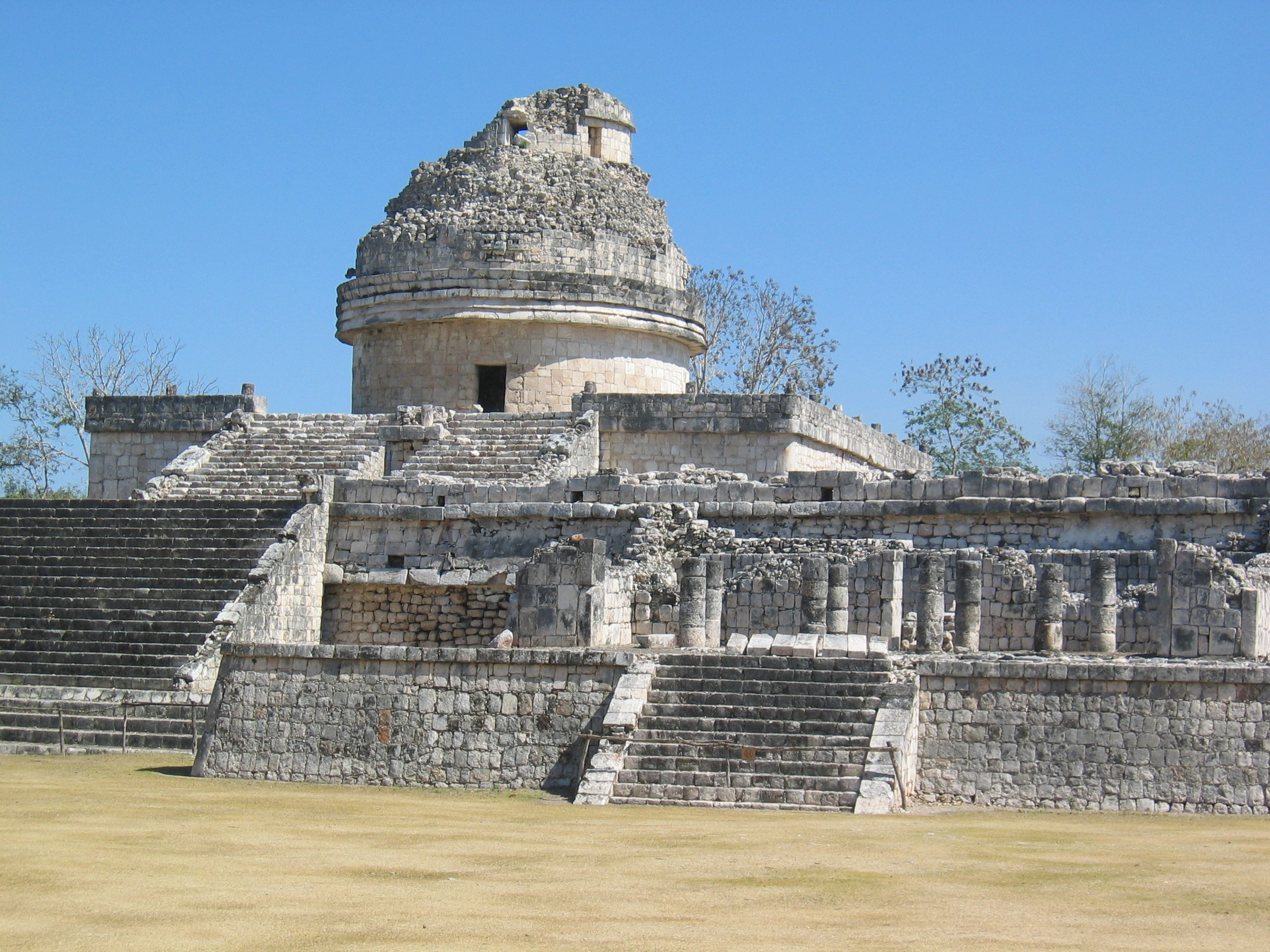
Chichén Itzá fu la città più importante della regione settentrionale maya

Nel corso del IX secolo d.C., i Maya della regione centrale andarono incontro ad un grave collasso politico, segnato dall'abbandono delle città, dalla fine delle dinastie e da uno spostamento verso nord delle proprie attività. Questo declino fu accompagnato da una cessazione delle iscrizioni sui monumenti e delle grandi costruzioni. Non vi è nessuna teoria universalmente accettata che spieghi tutto ciò, ma si suppone che sia il risultato di una combinazione di cause, tra cui le frequenti guerre civili, la sovrappopolazione con il grave degrado ambientale conseguente e la siccità. Tuttavia, le città situate più a nord, come Chichén Itzá e Uxmal, mostrarono una maggiore vitalità e i principali insediamenti settentrionali continuarono ad essere abitati a lungo, anche dopo che le città delle pianure del sud andarono incontro al declino.
Vi sono prove che la popolazione Maya abbia superato la capacità dell'ambiente a supportarne fabbisogni; i fattori che contribuirono a ciò furono, tra gli altri, l'esaurimento del potenziale agricolo, la deforestazione e la caccia eccessiva. Sembra che i cambiamenti climatici abbiano portato ad un periodo di siccità della durata di ben 200 anni. L'organizzazione sociale dei Maya di questo periodo era basata sull'autorità del sovrano sui riti religiosi, piuttosto che sul controllo del commercio e della distribuzione alimentare. Questo modello di sovranità appare mal strutturato per rispondere ai cambiamenti, con il potere del re limitato agli adempimenti tradizionali. I governanti reagirono alla crisi intensificando attività come l'edilizia, i rituali e la guerra; azioni controproducenti che ebbero come unico risultato quello di esacerbare i problemi esistenti.
Nei secoli IX e X si verificò il collasso del sistema di dominio, basata soprattutto sulla potenza divina del re. Nel nord dello Yucatán, il singolo potere regio fu sostituito da un consiglio di governo formato da appartenenti all'élite. Nel sud dello Yucatán e nel Petén centrale, i regni andarono incontro a una diminuzione e si assistette a un rapido e profondo spopolamento delle città. Nel giro di un paio di generazioni, ampie fasce della zona centrale furono totalmente abbandonate. Il collasso influenzò una porzione relativamente ampia della zona sud, che comprendeva la penisola meridionale dello Yucatán, il nord del Chiapas e del Guatemala e la zona intorno Copán in Honduras. Le più grandi città avevano popolazioni che contavano dai 50 000 ai 120 000 abitanti. Entrambe le capitali e i loro annessi centri secondari furono abbandonati in un periodo lungo tra i 50 e i 100 anni.
Alla fine dell'VIII secolo, le continue guerre avevano messo a ferro e fuoco la regione Petexbatún di Petén, con un conseguente spopolamento di Dos Pilas e Aguateca. Una dopo l'altra, molte città scomparvero: gli ultimi monumenti edificati a Palenque, Piedras Negras e Yaxchilán sono stati datati tra il 795 e l'810; nel corso dei decenni successivi: Calakmul, Naranjo, Copán, Caracol e Tikal caddero nell'oblio. L'ultima data del Lungo Computo fu iscritta a Toniná nel 909. Le stele, elemento che caratterizzarono quest'epoca, non furono più sollevate e vagabondi si insediarono nei palazzi reali oramai abbandonati. Le rotte commerciali mesoamericane si spostarono, trascurando il Petén.

### Periodo postclassico

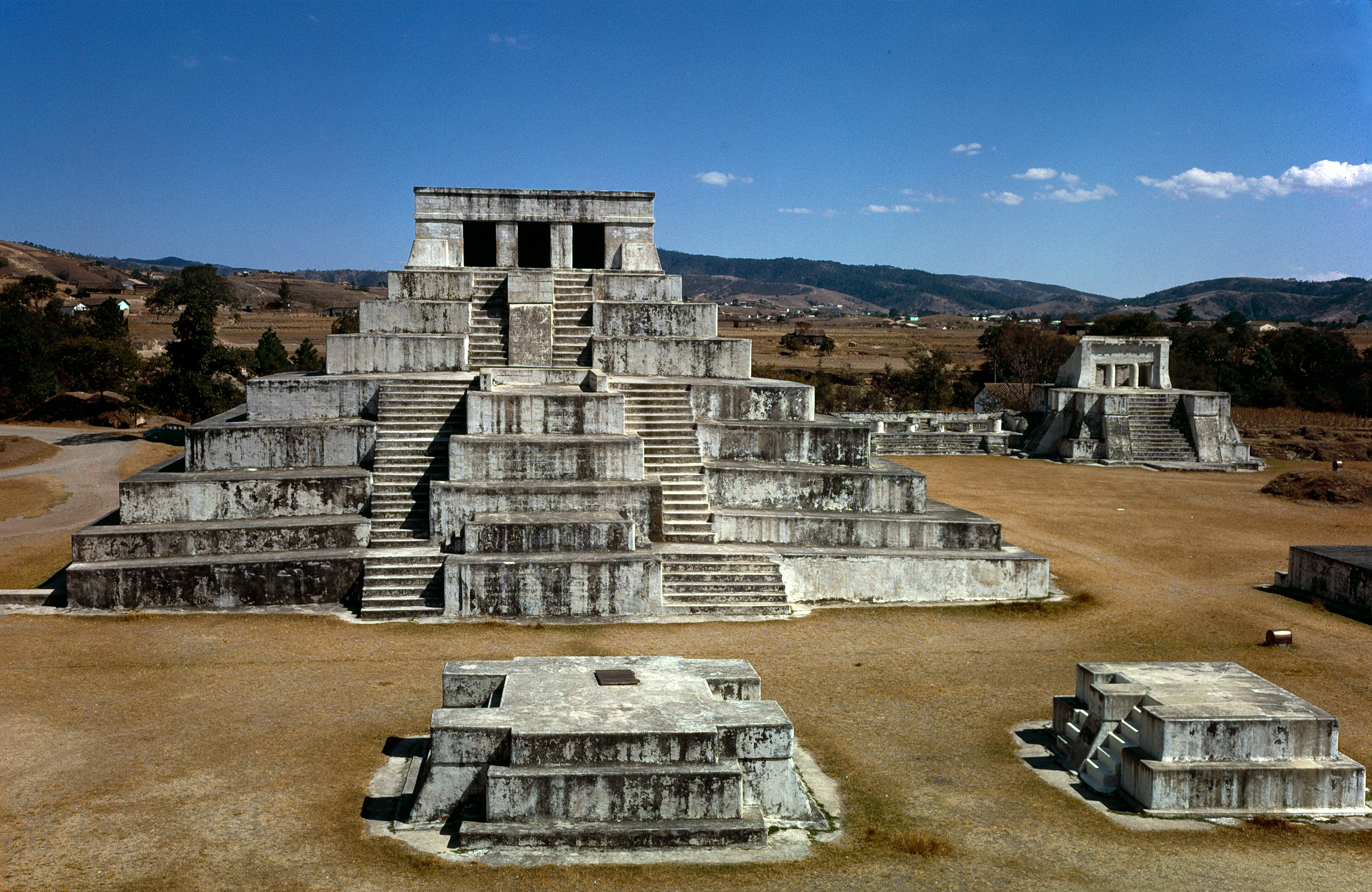
Zaculeu fu una capitale maya del periodo postclassico

Le grandi città che dominarono il Petén, caddero in rovina intorno al X secolo d.C. con l'inizio del crollo del periodo classico maya. Tuttavia, anche se ridotta di molto, una significativa presenza maya vi rimase anche negli anni successivi dopo l'abbandono delle principali città; la popolazione si concentrò particolarmente in prossimità delle fonti d'acqua permanenti e, a differenza di quello che avveniva precedentemente, nel periodo postclassico le terre abbandonate non venivano rapidamente occupate. Le attività si spostarono verso le pianure del nord e negli altopiani, probabilmente in seguito a un'immigrazione dalle pianure del sud. La città di Chichén Itzá, a partire dall'VIII secolo d.C., iniziò a crescere di prestigio, diventando quella che probabilmente fu la più grande, la più potente e la più cosmopolita di tutte le città maya. Durante l'XI secolo, Chichén Itzá e i suoi vicini insediamenti andarono incontro ad un rapido declino. A questo punto, la regione dei Maya non possedeva più un'entità dominante e ciò si protrasse fino alla nascita della città di Mayapan nel XII secolo. Nuove città sorsero in prossimità delle coste del mare dei Caraibi e del Golfo e vennero a crearsi nuove reti commerciali.
Il periodo postclassico fu caratterizzato da una serie di cambiamenti che contraddistinsero le nuove città da quelle del precedente periodo classico. Esse furono edificate in zone più facilmente difendibili, come località collinari circondate da profondi burroni, con mura e fossi artificiali che completavano la protezione offerta dal terreno naturale. Difese murate sono state identificate in un certo numero di siti nel nord, tra cui: Chacchob, Chichén Itzá, Cuca, Ek Balam, Mayapan, Muna, Tulum, Uxmal e Yaxuná. Q'umarkaj, conosciuta anche come Utatlán, la capitale dell'aggressivo regno k'iche', fu una delle città che crebbe più rapidamente in questo periodo. Il potere dei Maya si affermò dallo Yucatán agli altopiani del Guatemala e fu organizzato da un consiglio comune. Tuttavia, in pratica uno dei membri del consiglio fungeva da capo supremo, con gli altri membri che si limitavano al ruolo di consulenti.

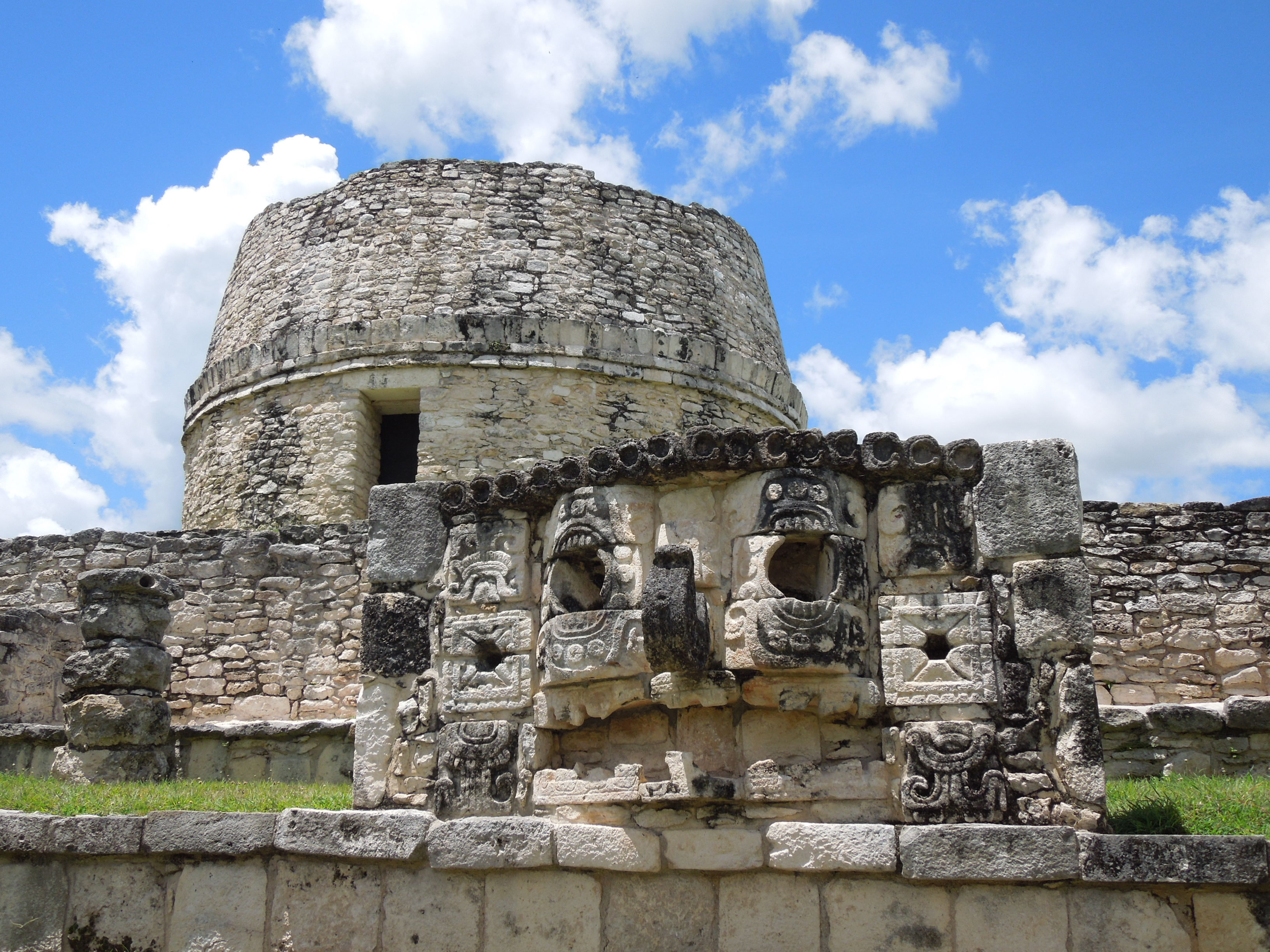
Mayapan fu un'importante città dell'epoca postclassica nella penisola nord dello Yucatán

Mayapan fu abbandonata intorno al 1448, dopo un periodo forti turbolenze politiche, sociali e ambientali che per molti aspetti ricordarono il crollo del periodo classico avvenuto nella regione meridionale. L'abbandono delle città fu seguito, nella penisola dello Yucatán, da un lungo periodo di guerra, che si concluse solo poco prima dell'arrivo degli spagnoli nel 1511. Anche se non vi fu una capitale regionale dominante, i primi esploratori spagnoli descrissero le città costiere come ricche e con fiorenti mercati.
Durante il tardo postclassico, la penisola dello Yucatán risultava suddivisa in una serie di province autonome caratterizzate da una cultura comune, ma che variavano nella loro organizzazione sociopolitica interna. Due delle province più importanti erano Mani e Sotuta, reciprocamente ostili. All'arrivo degli spagnoli, i regni della penisola dello Yucatán settentrionale più importanti comprendevano: Mani, Cehpech, Chakan, Ah Kin Chel, Cupul, Chikinchel, Ecab, Uaymil, Chetumal, Cochuah, Tases, Hocaba, Sotuta, Chanputun e Acalan. Vi erano anche un certo numero di regni che occupavano la parte meridionale della penisola e che, tra gli altri, comprendevano: Kejache, Itza, Ko'woj, Yalain, Chinamita, Icaiche, Manche Ch'ol e Mopan. Cholan Maya, di lingua Lakandon (da non confondere con i moderni abitanti del Chiapas), controllavano il territorio che si estendeva lungo gli affluenti del fiume Usumacinta nel Chiapas orientale e nel Petén sud-occidentale.
Alla vigilia della conquista spagnola, gli altopiani del Guatemala vantavano la presenza di diversi potenti stati maya. Nei secoli precedenti all'arrivo dei colonizzatori, il regno K'iche' possedeva un piccolo impero che copriva gran parte delle alture occidentali e la vicina pianura costiera del Pacifico. Tuttavia, alla fine del XV secolo Kaqchikel si ribellò contro i loro ex alleati K'iche' fondando un nuovo regno a sud-est con Iximche come capitale.

### Periodo di Contatto e conquista spagnola

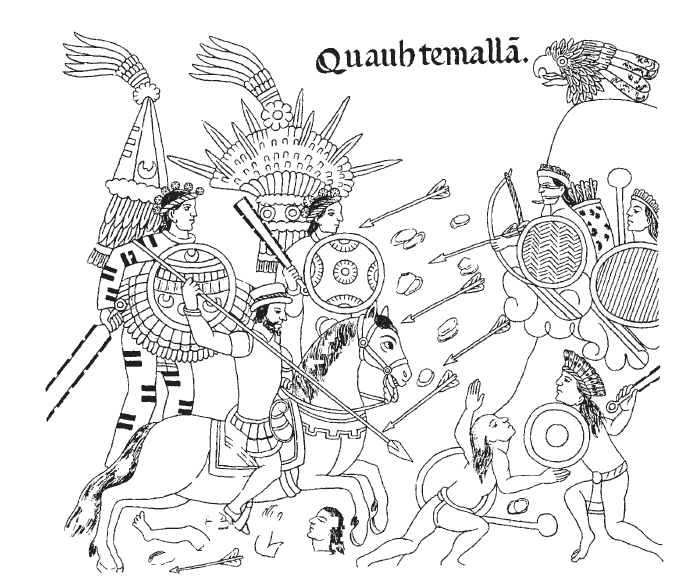
Pagina tratta dal Lienzo de Tlaxcala che mostra la conquista spagnola di Iximche

Nel 1511, una caravella spagnola naufragò nei Caraibi e circa una dozzina di sopravvissuti approdarono sulla costa dello Yucatán, dove vennero fatti prigionieri da un signore maya; quasi tutti i prigionieri furono sacrificati, ma due furono risparmiati e uno di questi, nove anni più tardi, diventò l'interprete di Hernán Cortés. Dal 1517 al 1519 tre spedizioni spagnole separate esplorarono la costa dello Yucatán, impegnandosi in una serie di battaglie con gli abitanti autoctoni. Dopo che la capitale azteca Tenochtitlán cadde in mano degli spagnoli nel 1521, Hernán Cortés inviò Pedro de Alvarado dal Messico centrale in Guatemala, con: 180 cavalli, 300 fanti, 4 cannoni e migliaia di guerrieri alleati. La capitale del regno k'iche', Q'umarkaj, si arrese a Alvarado nel 1524. Poco dopo, gli spagnoli furono inviati a Iximche, la capitale del regno Kaqchikel. Le buone relazioni non durarono e la città fu abbandonata dopo pochi mesi. A ciò seguì, nel 1525, la caduta di Zaculeu e la capitale Mam Maya. A partire dal 1527 Francisco de Montejo e suo figlio, Francisco de Montejo il Giovane, intrapresero una lunga serie di campagne contro i regni della Penisola dello Yucatán e ne completarono la conquista della parte settentrionale nel 1546. Nel 1697, Martín de Ursúa lanciò un assalto contro la capitale Itza Tayasal, l'ultima rimanente città indipendente maya, che capitolò ben presto.

### Persistenza della cultura maya
A seguito della conquista spagnola, la maggior parte delle caratteristiche della civiltà maya andò scomparendo. Tuttavia, molti insediamenti rimasero distanti dalle autorità coloniali spagnole e alcuni poterono continuare a vivere autonomamente, così che le comunità e i nuclei familiari maya hanno potuto mantenere la loro vita tradizionale quotidiana. La dieta mesoamericana a base di mais e fagioli è continuata, anche se la produzione agricola è andata incontro ad un miglioramento grazie all'introduzione di utensili in acciaio. I mestieri tradizionali come la tessitura, la ceramica e la lavorazione dei vimini, continuarono ad essere intrapresi e anche le attività commerciali perdurarono a lungo dopo la conquista. A volte, l'amministrazione coloniale incoraggiò l'economia tradizionale al fine di ricavare tributi sotto forma di ceramiche o tessuti di cotone, pretendendo tuttavia che si adattassero al gusto europeo. Le credenze dei Maya e il loro linguaggio si sono dimostrati resistenti al cambiamento, nonostante gli sforzi vigorosi dei missionari cattolici. Il calendario rituale Tzolkin di 360 giorni continua ad essere in uso nelle moderne comunità maya negli altopiani del Guatemala e del Chiapas e milioni di parlanti la lingua maya abitano il territorio in cui i loro antenati svilupparono la loro civiltà.

### Studi sulla civiltà maya

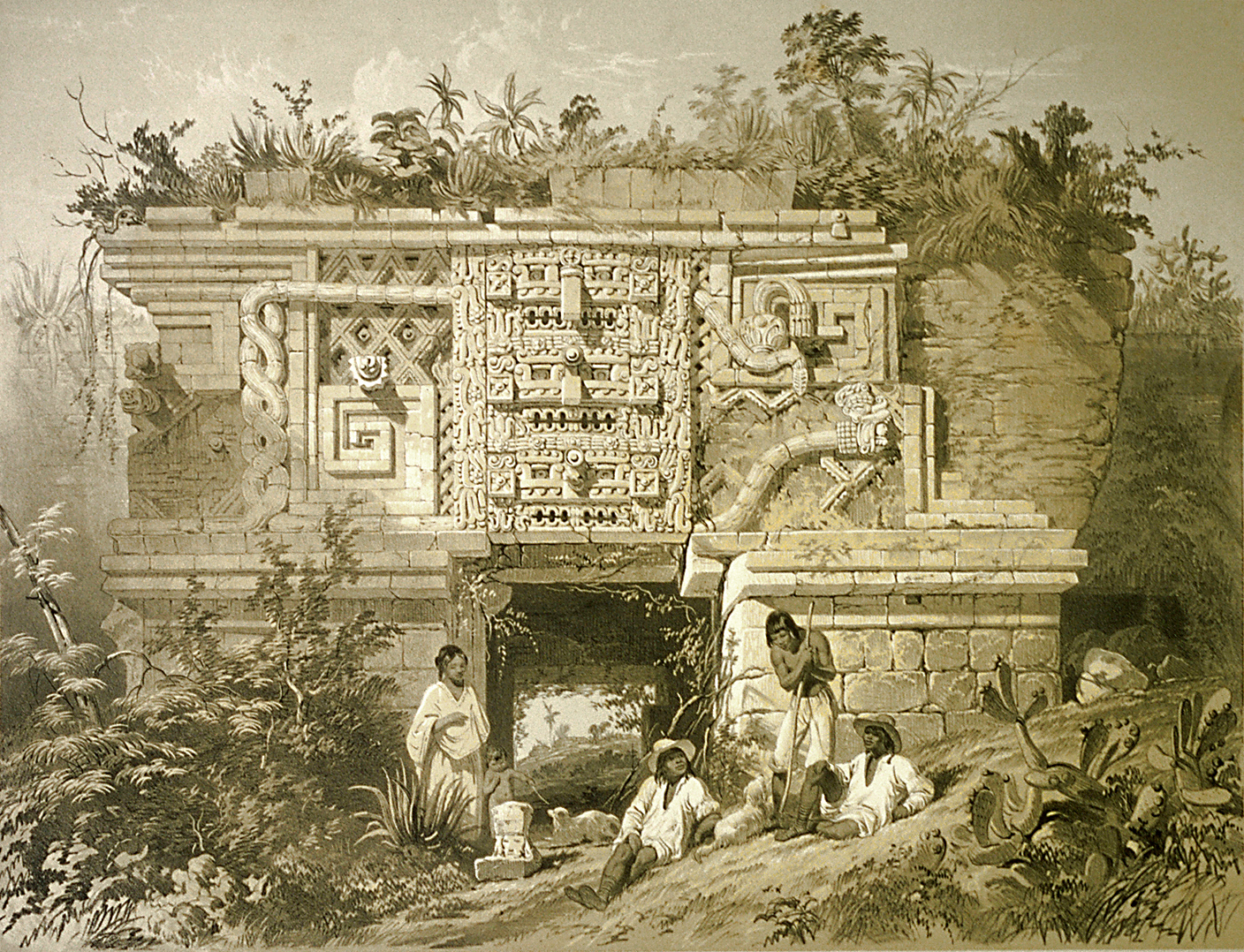
Disegno di Frederick Catherwood delle rovine di Uxmal

I missionari cattolici scrissero resoconti dettagliati dei Maya, a sostegno dei loro sforzi di evangelizzazione e dell'assorbimento di questa popolazione nell'impero spagnolo, lasciando dettagliate descrizioni delle rovine che trovarono nello Yucatán e in America Centrale. Nel 1839, il viaggiatore e scrittore statunitense John Lloyd Stephens, visitò un certo numero di siti maya con l'architetto e disegnatore inglese Frederick Catherwood. I loro racconti illustrati delle rovine suscitarono un forte interesse popolare che portò la civiltà maya all'attenzione del mondo. Durante il XIX secolo si è vista la catalogazione e il recupero dei reperti etnostorici e i primi studi per decifrare i geroglifici.

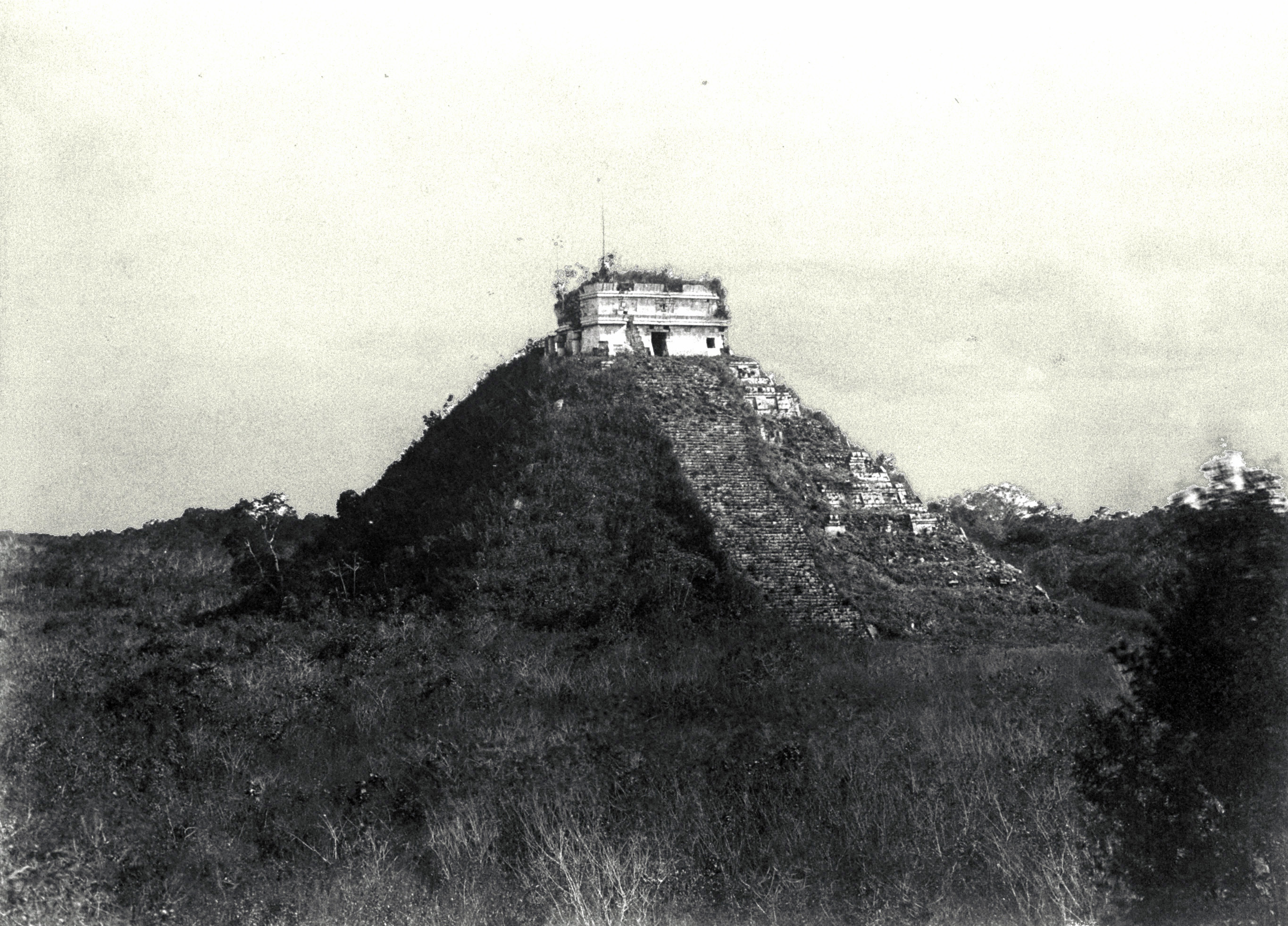
Fotografia del 1892 del Castillo a Chichen Itza di Teoberto Maler

Negli ultimi due decenni del XIX secolo, nella regione maya, furono utilizzate le tecniche della moderna archeologia scientifica grazie al meticoloso lavoro di Alfred Maudslay e Teoberto Maler. All'inizio del XX secolo, il Museo Peabody di archeologia ed etnologia sponsorizzò gli scavi di Copán e quelli della penisola dello Yucatán. Nei primi due decenni del XX secolo vennero svolti notevoli progressi nella decifrazione del calendario maya e nell'identificazione delle divinità, delle date e dei concetti legati alla religione. Dal 1930 in poi, il ritmo dell'esplorazione archeologica aumentò fortemente, con scavi effettuati su larga scala in tutta la regione dei Maya.
Nel 1960, lo studioso John Eric Sidney Thompson promosse la teoria che vedeva le città maya come centri cerimoniali essenzialmente vuoti che servivano una popolazione dispersa nella foresta e una civiltà governata da pacifici sacerdoti-astronomi. Queste idee iniziarono ad essere confutate in seguito ai maggiori progressi della decifrazione della scrittura, realizzati grazie a Heinrich Berlin, Tat'jana Proskurjakova e Jurij Knorozov. Tali testi rivelarono le attività bellicose dei re maya del periodo classico e la visione di essi come una civiltà pacifica non poté più essere sostenuta. Alcuni ulteriori studi dettagliati sull'urbanistica cittadina, rivelarono testimonianze della presenza di grandi popolazioni, ponendo fine al modello che sosteneva un centro cerimoniale vuoto.

## Sistema politico
A differenza degli Aztechi e degli Inca, i Maya non riuscirono mai, in tutta la loro storia, ad integrarsi in un singolo stato o impero: infatti essi furono caratterizzati da un insieme di città-stato e piccoli regni. Queste unità, tuttavia, interagirono spesso tra loro in complesse reti di rivalità, vassallaggi e alleanze. Talvolta un regno poteva anche estendersi fino a dimensioni regionali, come nel caso delle città di: Calakmul, Caracol, Mayapan e Tikal. Le prime unità di potere consolidato si formarono intorno al IX secolo a.C. nelle basse pianure. Durante il tardo periodo preclassico, il sistema politico assunse i connotati di una teocrazia, dove un'ideologia elitaria giustificava l'autorità del sovrano, autorità rafforzata mediante apparizioni pubbliche, particolari rituali e dalle pratiche religiose. Il re, considerato di natura divina, fu il centro del potere, esercitando il massimo controllo sulle funzioni amministrative, economiche, giudiziarie e militari. Tale era la sua autorità che era in grado di mobilitare sia l'aristocrazia sia la gente comune nella realizzazione di progetti infrastrutturali enormi, senza aver bisogno, a quanto pare, né di una forza d'ordine né di un esercito permanente. Alcuni apparati di potere prevedevano che le cariche amministrative fossero attribuite a fedeli sostenitori del re, piuttosto che a parenti di sangue.
La gestione del potere tra i Maya fu materia altamente complessa, caratterizzata da intrighi politici atti ad ottenere un vantaggio economico e sociale. Nel tardo classico, alcune città instaurarono un lungo periodo di dominio su altre città, in altri casi reti di libere alleanze vennero a formarsi intorno ad un nucleo urbano importante. Le città dominanti esigevano tributi sotto forma di beni di lusso dai centri a loro sottomessi; il potere politico maya si rafforzava grazie alla predominanza militare e alla cattura e all'umiliazione di guerrieri vinti. Si ritiene che un forte senso di orgoglio e onore serpeggiante fra l'aristocrazia guerriera avrebbe portato a faide ed estese vendette, tanto da aver provocato l'instabilità politica e la frammentazione delle varie istituzioni di potere.

## Società
A partire dal primo periodo preclassico, la società maya era nettamente divisa tra élite e cittadini comuni. Tuttavia, poiché la popolazione aumentò nel corso degli anni, i vari settori della società divennero sempre più specializzati e l'organizzazione politica sempre più complessa. Nel Tardo Classico, quando la popolazione ebbe raggiunto livelli molto elevati e centinaia di città erano collegate in una rete complessa di gerarchie politiche, il ceto più ricco della società si era notevolmente ampliato. Venne a svilupparsi anche una classe media, che comprendeva: artigiani, sacerdoti di bassa levatura, funzionari, mercanti e soldati. I cittadini comuni comprendevano: agricoltori, servi, operai e schiavi.

### Il re e la corte

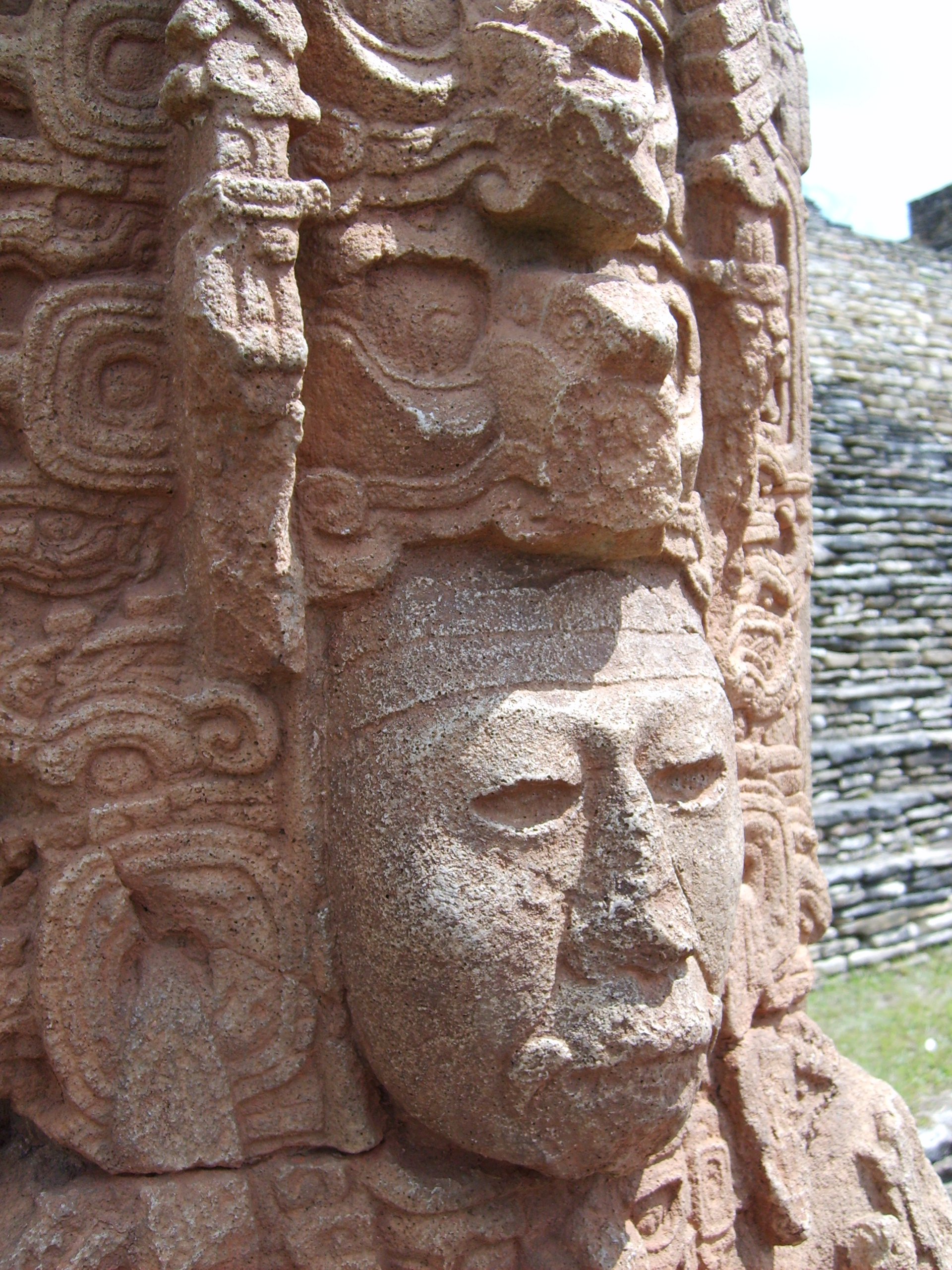
Stele proveniente da Toniná, che rappresenta il re Bahlam Yaxuun Tihl del VI secolo.

L'organizzazione dei Maya del periodo classico fu concentrata in un potere reale di cui si può vederne testimonianza in quasi tutte le forme d'arte di quel periodo. Il re era il capo supremo e possedeva uno status di semi-divinità in quanto era considerato il mediatore tra il regno mortale e quello degli Dei. Da tempi antichissimi, i re furono specificatamente identificati con il giovane dio del mais, il cui dono del mais era la base della civiltà mesoamericana. Per i Maya la successione reale era patrilineare e il potere reale passò attraverso le regine solo quando non si poté fare altrimenti, pena l'estinzione della dinastia. In genere, il potere passava al figlio maggiore. Un giovane principe era indicato come un ch'ok ("gioventù"), anche se questa parola fu più tardi utilizzata per fare riferimento alla nobiltà in generale. L'erede al trono reale era indicato come b'aah ch'ok ("giovani in testa"). Vari momenti dell'infanzia del giovane principe erano caratterizzati da rituali; il più importante era la cerimonia del salasso che avveniva all'età di cinque o sei anni. Pur essendo di stirpe regale, essa assumeva una grande importanza: l'erede doveva anche essere un combattente di successo. L'intronizzazione di un nuovo re era una cerimonia molto elaborata, che coinvolgeva una serie di atti distinti che comprendevano l'intronizzazione su un cuscino di pelle di giaguaro, il sacrificio umano e la ricezione dei simboli del potere reale, come ad esempio una fascia, un elaborato copricapo ornato di piume di quetzal e uno scettro che rappresenta il Dio K'awiil.
L'amministrazione politica dei Maya si basava essenzialmente sulla corte e non era burocratica di natura. Il Governo era gerarchico e le cariche ufficiali erano sostenute da membri di rango superiore dell'aristocrazia; i funzionari tendevano ad essere promossi a livelli più elevati nel corso della loro vita. I funzionari sono indicati come "proprietà" dei loro sostenitori e questo rapporto continuava anche dopo la morte di quest'ultimo. La corte reale maya era un'istituzione politica vivace e dinamica. Non vi era una struttura universale fissa per la corte, diversamente ogni ordinamento politico costituiva una corte reale che si adattava al proprio contesto. Un certo numero di titoli reali e nobiliari sono stati identificati dagli epigrafisti grazie alla traduzione di iscrizioni. Il termine Ajaw viene solitamente tradotto come "signore" o "re". Nei primi anni del periodo classico, un Ajaw era il sovrano di una città. In seguito, con l'aumentare della complessità sociale, l'Ajaw assunse il ruolo di membro della classe dirigente e una grande città poteva averne più di uno a cui competevano ogni decisione su diversi quartieri. I governanti si distinguevano dal resto della nobiltà posponendo il termine k'uhul al loro titolo di Ajaw. Un Ajaw k'uhul era un "signore divino", onorificenza originariamente destinata ai re delle linee reali più prestigiose e antiche. Kalomte era un titolo regale, il significato esatto è ancora da decifrare, ma se ne potevano fregiare solo la maggior parte dei re più potenti delle dinastie più forti. Verso la fine del periodo classico, il potere assoluto dell'Ajaw k'uhul appariva indebolito e il sistema politico si era diversificato andando ad includere un'ampia aristocrazia, che da questo momento iniziò ad ampliarsi molto velocemente.

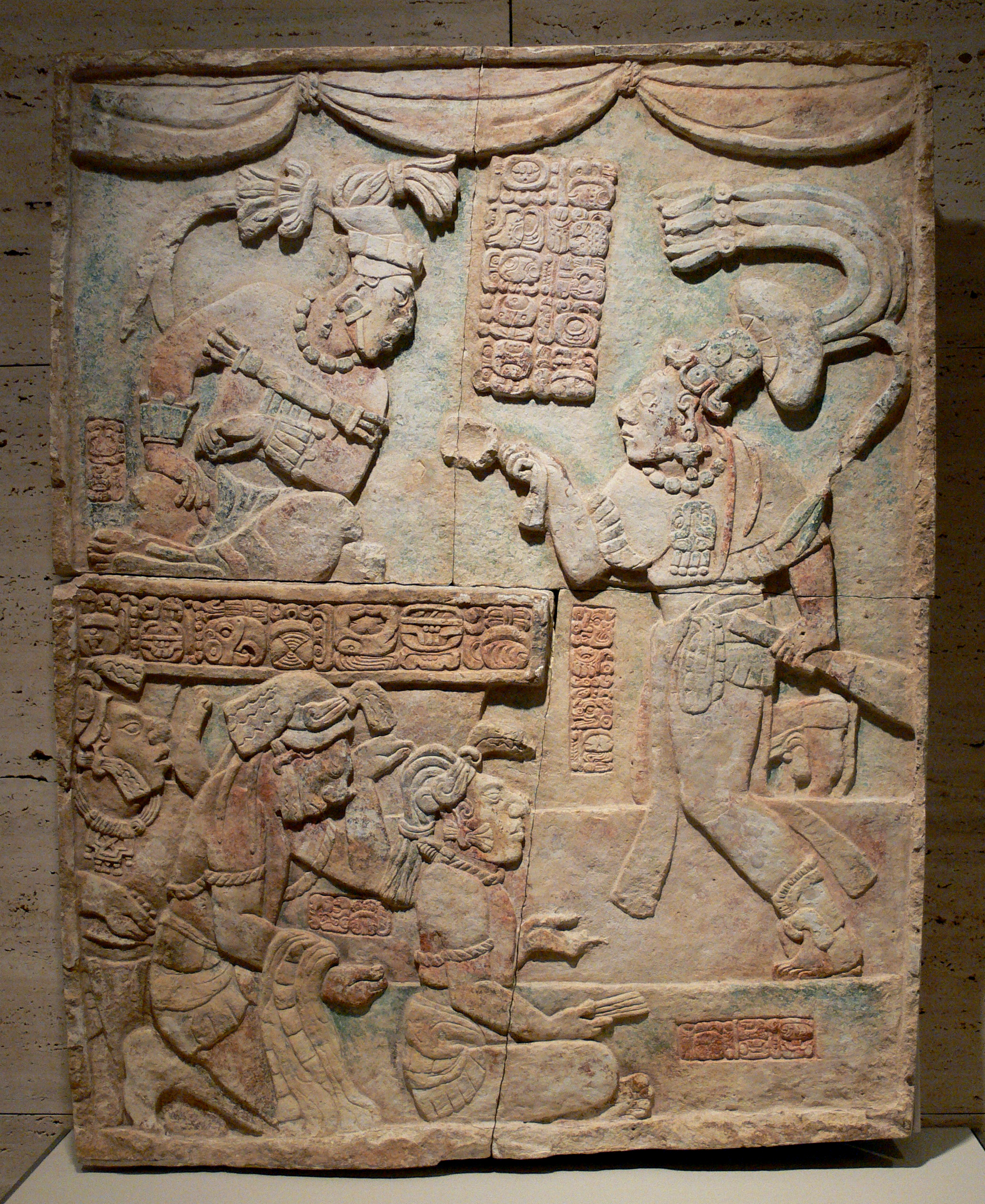
Scultura del periodo classico che mostra Sajal Aj Chak Maax che presenta i prigionieri a Itzamnaaj B'alam III di Yaxchilan

Un Sajal era una carica posta dopo quella di Ajaw e indicava un signore servile; frequentemente egli rivestiva una carica militare o governava un territorio e spesso le iscrizioni gli citavano come possessori di prigionieri di guerra. I titoli ah ah tz'ihb e ch'ul hun erano entrambi legati alla categoria degli scribi. Il tz'ihb ah era uno scriba reale, di solito egli stesso un membro della famiglia reale; lo hun ah ch'ul era il Custode dei Libri Sacri, un titolo strettamente associato a Ajaw in quanto quest'ultimo manteneva contemporaneamente il titolo di hun ah ch'ul. Altri titoli attribuiti a esponenti della corte, di cui tuttavia le funzioni non sono state ancora ben comprese, erano yajaw k'ahk' ("Signore del Fuoco"), ti'huun e ti'sakhuun. Si suppone che questi ultimi due possano essere variazioni dello stesso titolo e Mark Zender ha suggerito che il titolare poteva essere stato il portavoce del potere. I titoli erano prevalentemente attribuiti a persone di sesso maschile ma in rare occasioni potevano essere dati anche a una donna, probabilmente come onorificenze per i reali di sesso femminile. Tutti questi titoli si trovavano iscritti su particolari strutture architettoniche delle città periodo classico. Il Lakam era forse l'unico titolo onorifico che veniva assegnato a non appartenenti all'élite nella corte reale. La figura del Lakam, tuttavia, si è riscontrata solo nelle città più grandi e sembra che fosse il responsabile per la tassazione dei distretti locali.
All'interno della corte reale potevano venire a trovarsi diverse fazioni. Il K'uhul ajaw e la sua famiglia costituiva la base del potere centrale, ma altri gruppi di potere importanti erano rappresentati dai sacerdoti, dall'aristocrazia guerriera e da altri cortigiani aristocratici. Dove esistevano consigli di potere, come a Chichén Itzá e Copán, questi potevano formare una fazione aggiuntiva. La rivalità tra le diverse fazioni avrebbe comportato l'instaurazione di compromessi e di disaccordi. In un simile scenario, la pubblica visione del potere era un aspetto vitale. Tali manifestazioni includevano: danze rituali, presentazione di prigionieri di guerra, offerte di tributo, sacrifici umani e rituali religiosi.

### Cittadini comuni
Si stima che i cittadini comuni costituissero oltre il 90% della popolazione, ma relativamente poco si sa su di loro. Le loro case erano generalmente costruite con materiali deperibili e quindi hanno lasciato poche tracce tra i reperti archeologici. Questa fascia di popolazione comprendeva molte categorie di persone non appartenenti per nascita alla nobiltà e quindi si estendeva dai contadini più poveri ai ricchi artigiani e popolani nominati a posizioni burocratiche. I cittadini erano impegnati in attività produttive essenziali tra cui quelle dedicate alla produzione di beni destinati all'élite, come il cotone e il cacao, così come la coltivazione per la loro sussistenza e la fabbricazione di oggetti come ceramiche e utensili di pietra. Essi prestavano anche servizio in caso di guerra e quella era l'occasione per avanzare socialmente dimostrando il loro valore. Ai cittadini erano imposte delle tasse da corrispondere all'élite sotto forma di beni di prima necessità, come la farina di mais. È probabile che persone particolarmente laboriose e con eccezionali capacità di iniziativa potessero diventare membri influenti della società maya.

## Guerra
La pratica della guerra era diffusa in tutto il mondo maya. Si intraprendevano campagne militari per i più diversi motivi, tra cui il controllo delle rotte commerciali e dei tributi, la cattura di prigionieri, fino al tentativo di raggiungere la completa distruzione di uno stato nemico. Poco si sa circa l'organizzazione militare dei Maya, della logistica o della formazione. Le battaglie appaiono spesso raffigurate nelle elaborazioni artistiche del periodo classico e le guerre e vittorie vennero menzionate in iscrizioni geroglifiche. Sfortunatamente, le iscrizioni rinvenute non forniscono informazioni sulle cause delle guerre e sulle loro conseguenze. Dall'VIII al IX secolo, i continui e intensi conflitti ebbero un ruolo determinante nel crollo dei regni della regione di Petexbatún nel Petén occidentale. Il rapido abbandono di Aguateca da parte dei suoi abitanti ha fornito una rara opportunità di esaminare i resti delle armi maya ritrovate sul posto. Aguateca fu presa d'assalto intorno all'810 d.C. da un esercito sconosciuto, che riuscì a superare le possenti difese e a bruciare il palazzo reale. Gli abitanti della classe elitaria cittadina o vennero catturati o riuscirono a fuggire e non tornarono mai più a raccogliere i loro beni abbandonati. Gli abitanti della periferia abbandonarono il sito subito dopo. Questo è un esempio di guerra intensiva effettuata da un nemico per eliminare completamente uno stato maya, invece di assoggettarlo. La ricerca ha indicato che i guerrieri di Aguateca del periodo classico erano soprattutto membri dell'élite.

### Guerrieri
Durante il periodo di contatto con gli spagnoli, si sa che certe posizioni militari erano prerogativa dei membri dell'aristocrazia e venivano trasmesse per successione patrilineare. È probabile che le conoscenze specialistiche inerenti al particolare ruolo militare fossero tramandate al successore tra cui la strategia, i rituali e le danze di guerra. In tale periodo gli eserciti maya apparivano altamente disciplinati e i guerrieri partecipavano a esercitazioni regolari. Ogni maschio adulto abile era soggetto al servizio militare tuttavia non era usanza mantenere eserciti permanenti: i guerrieri venivano arruolati da funzionari locali. Vi erano anche le unità di mercenari a tempo pieno che seguivano comandanti permanenti. La maggior parte dei guerrieri non era tuttavia a tempo pieno e comunque erano principalmente agricoltori e le esigenze dei loro raccolti di solito venivano prima della guerra. Solitamente la guerra per i Maya non era finalizzata tanto alla distruzione del nemico, quanto piuttosto al sequestro di prigionieri e al saccheggio.
Vi sono alcune prove a sostegno della partecipazione di donne a ruoli di supporto durante le battaglie del periodo classico ma non coprivano incarichi di comando tranne nel caso delle rare regine dominanti. Nel periodo postclassico vi è qualche testimonianza di donne che hanno occasionalmente combattuto in battaglia.

### Armi

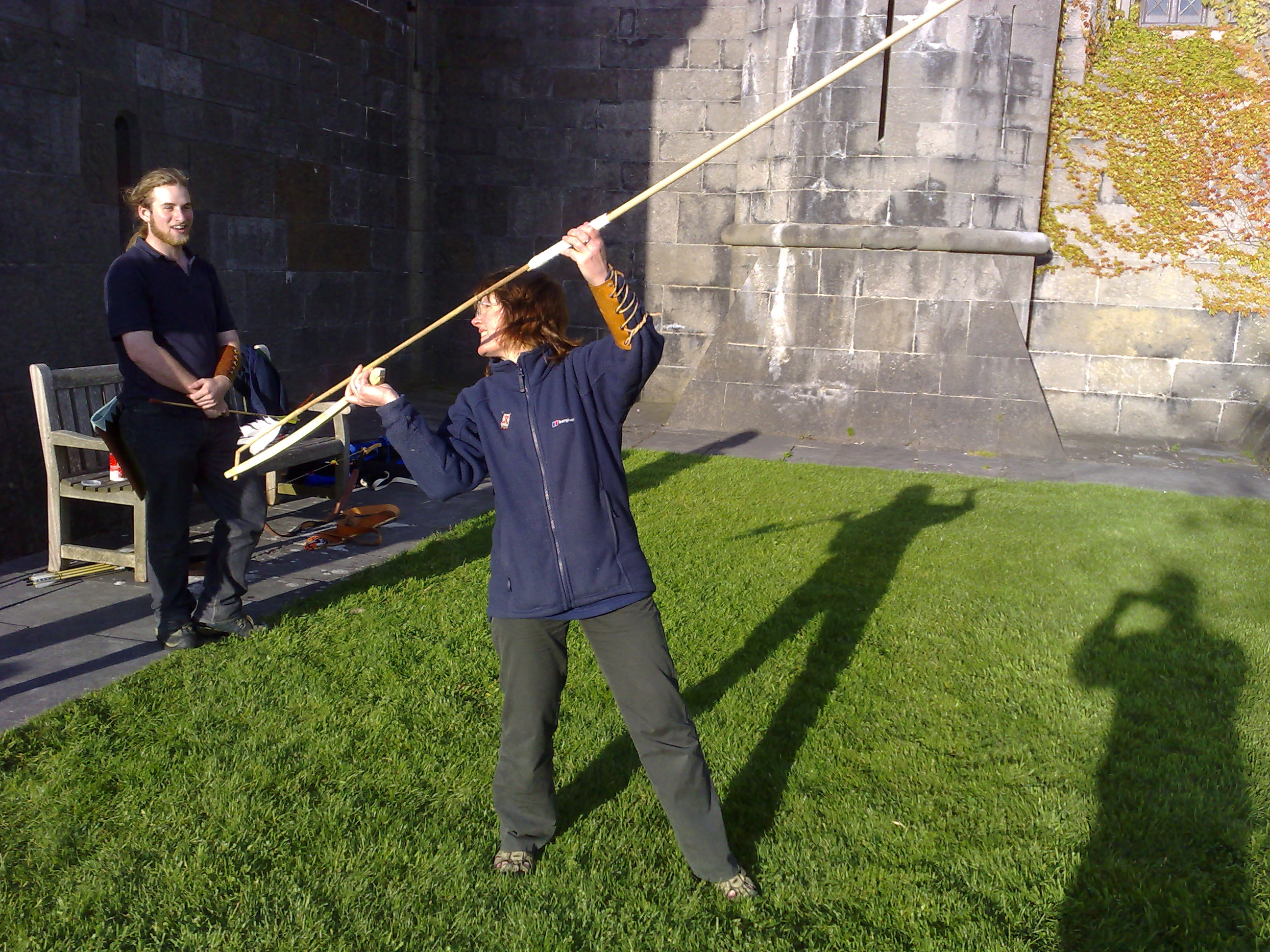
Un moderno atlatl

L'atlatl (lancia-lanciatore) è stato introdotto a Teotihuacan durante il primo periodo classico. Esso era costituito da un'asta lunga 0,5 metri con un'estremità dentata a cui era connessa un dardo o un giavellotto. L'asta era utilizzata per lanciare il proiettile con più forza e precisione rispetto all'uso del solo braccio. I reperti di lame di pietra recuperati da Aguateca indicano che i dardi e le lance erano le armi primarie utilizzate dai guerrieri maya del periodo classico. Venivano, inoltre, utilizzate cerbottane che all'occorrenza potevano essere usate come armi da caccia.
L'arco e la freccia erano altre armi utilizzate sia per la guerra che per la caccia. Durante il periodo di contatto con gli spagnoli, i Maya utilizzavano anche spade a due mani artigianali, realizzate in legno con una lama da incasso di ossidiana, simile alle macuahuitl azteche. I guerrieri indossavano giubbotti protettivi realizzati in cotone trapuntato che veniva immerso in acqua salata per indurirli; un sistema protettivo assai meno efficace rispetto all'armatura d'acciaio indossata dagli spagnoli quando conquistarono la regione.

## Commercio
Il commercio fu un elemento fondamentale della società e nello sviluppo della civiltà maya. Le città diventarono il più importante accesso controllato ai beni commerciali e alle vie di trasporto. Città come Kaminaljuyu e Q'umarkaj negli altopiani del Guatemala e Chalchuapa presso El Salvador, controllarono l'approvvigionamento di ossidiana in diversi momenti della storia di questo popolo. Le città più importanti della parte settentrionale della Penisola dello Yucatán avevano invece il controllo sul sale. Nel periodo postclassico, i Maya si dedicavano ad un fiorente commercio di schiavi con un'ampia zona del Mesoamerica.
I Maya commerciavano a lunga distanza attraverso tutta la loro regione e arrivando anche a coprire gran parte del Mesoamerica e oltre. Le rotte commerciali più lunghe si focalizzavano principalmente sul Messico centrale e sulla costa del Golfo. Nei primo periodo classico, Chichén Itzá è stata al centro di una vasta rete di scambi che ha importato oro dalla Colombia e dal Panama e turchese da Los Cerrillos nel Nuovo Messico. Il commercio su lunghe tratte, sia di beni di lusso, sia utilitaristici, probabilmente era controllato dalla famiglia reale. Beni di prestigio ottenuti dal commercio venivano utilizzati tanto per i fabbisogni del sovrano della città, quanto come regali di lusso per consolidare la fedeltà dei vassalli e degli alleati.
Le rotte commerciali non solo fornivano le città di beni fisici, ma facilitarono la circolazione delle persone e delle idee in tutto il Mesoamerica. Notevoli cambiamenti nelle rotte commerciali si verificarono con l'ascesa e la caduta di importanti città e sono stati riscontrati in tutti i principali casi di riorganizzazione della civiltà maya, come ad esempio l'ascesa del periodo preclassico, il passaggio all'epoca classica e il crollo del periodo post-classico. Anche la conquista spagnola non interruppe immediatamente le attività di negoziazione dei Maya.

### Mercanti
Poco si sa di mercanti maya, anche se appaiono raffigurati su ceramiche in elaborati abiti nobili. Da ciò si può dedurre che almeno alcuni di loro facevano parte dell'élite. Durante il periodo di contatto con gli spagnoli, è noto che la nobiltà maya partecipasse a spedizioni commerciali a lunga distanza. La maggior parte dei commercianti, tuttavia, apparteneva alla classe media ed erano in gran parte impegnati nel commercio locale e regionale, piuttosto che nella prestigiosa negoziazione con città lontane, attività di esclusivo appannaggio dell'élite. Il viaggio dei commercianti in territori stranieri e pericolosi fu paragonato ad un passaggio attraverso lo Xibalba (l'oltretomba maya); le due divinità protettrici dei mercanti erano rappresentante con due zaini. Quando i commercianti intraprendevano un viaggio, si dipingevano di nero, come i loro dèi protettori e andavano armati.
I Maya non possedevano animali da soma, così che tutte le merci venivano trasportate sulle spalle dei facchini, quando il tragitto era via terra. Se la rotta commerciale seguiva un fiume o la costa, le merci venivano trasportate in canoa. Un notevole esemplare di canoa maya, utilizzata per il commercio, è stata ritrovata al largo dell'Honduras durante il quarto viaggio di Cristoforo Colombo. Era realizzata da un grande tronco d'albero scavato e aveva una tettoia coperta di palme. La canoa era larga 2,5 metri ed era spinta da 25 rematori. I beni commerciali che venivano trasportati comprendevano: il cacao, l'ossidiana, la ceramica, tessuti, cibo e bevande per l'equipaggio, nonché oggetti di rame. Il cacao veniva utilizzato, anche se non esclusivamente, come moneta e il suo valore era tale che si verificava frequentemente la sua contraffazione.

### Mercati
Il luogo dove si svolgeva il mercato è difficile da identificare archeologicamente. Tuttavia, gli spagnoli hanno descritto un'economia commerciale fiorente. In alcune città del periodo classico, gli archeologi hanno identificato in alcuni allineamenti paralleli di pietre basi permanenti di bancarelle del mercato. Uno studio del 2007 ha analizzato il suolo di un mercato guatemalteco moderno e ha confrontato i risultati con quelli ottenuti dall'analisi di un probabile antico mercato Chunchucmil. Insoliti e alti livelli di zinco e fosforo, riscontrati in entrambi i siti, probabilmente hanno indicato un'attività simile di produzione alimentare e di vendita di verdura. La densità di bancarelle calcolata nel mercato in Chunchucmil indica che una fiorente economia di mercato esistesse già nei primi anni del periodo classico. Gli archeologi hanno identificato, con un ragionevole dubbio, mercati in un numero crescente di città maya per mezzo di una combinazione di studi archeologici e analisi del suolo. Quando gli spagnoli arrivarono, le città del periodo postclassico negli altopiani avevano mercati permanenti nelle piazze, con la presenza di funzionari per risolvere le controversie, far rispettare le leggi e riscuotere le tasse.

## Agricoltura e allevamento

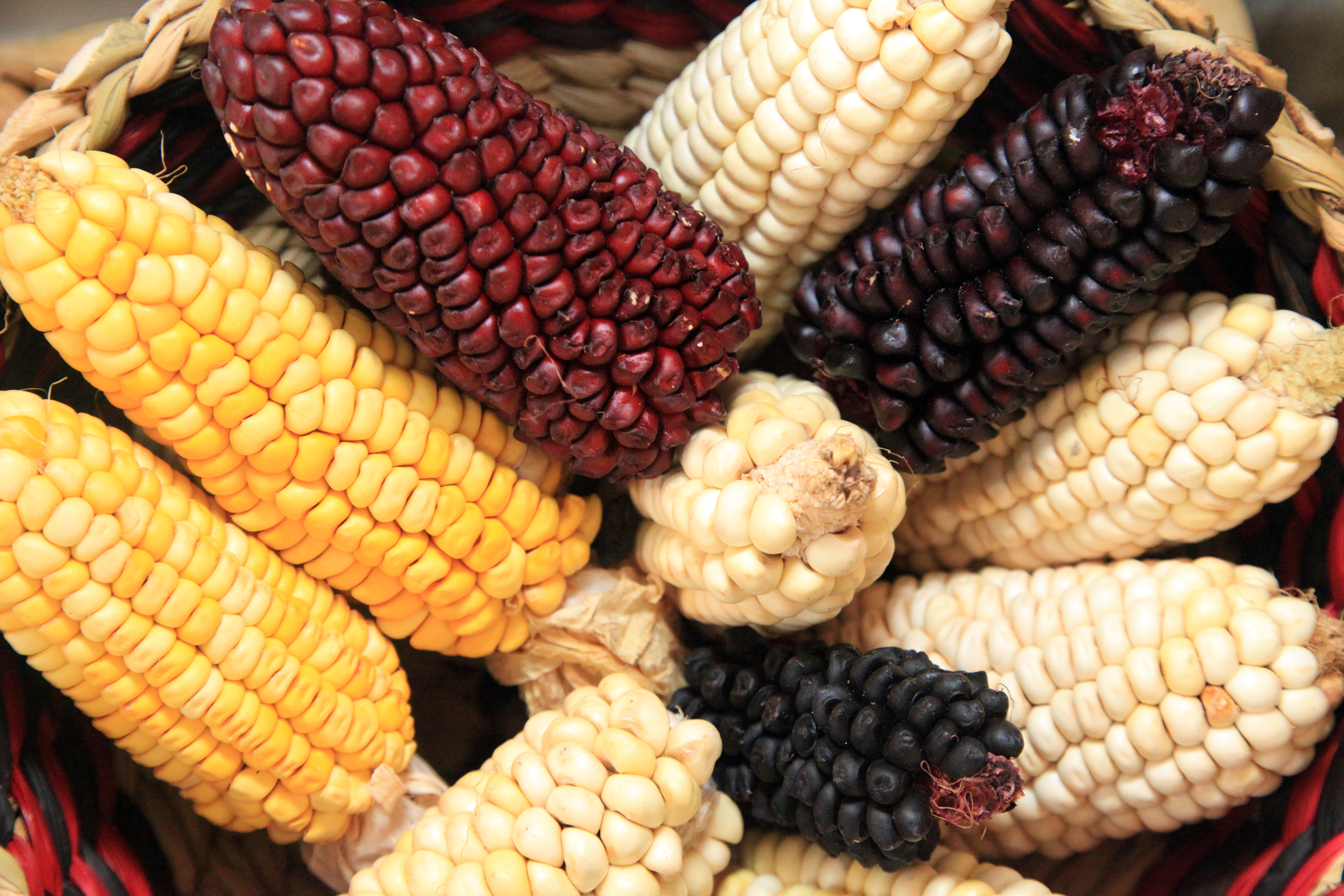
Il mais era alla base dell'alimentazione maya

Gli antichi Maya conoscevano diversi e sofisticati metodi per la produzione alimentare. Inizialmente si era creduto che essi utilizzassero prevalentemente la tecnica della shifting cultivation (taglia e brucia), ma ad oggi si pensa che ricorressero prevalentemente a terrazzamenti, alla coltivazione intensiva, ai giardini forestali e al riposo a maggese, tecniche fondamentali per sostenere le numerose popolazioni che caratterizzarono il periodo classico.
Gli alimenti alla base della dieta dei Maya erano il mais, i fagioli e le zucche. Essi venivano integrati con una grande varietà di altre piante o coltivate nei giardini o raccolte nella foresta. A Joya de Cerén, un'eruzione vulcanica conservò dei prodotti alimentari che si trovavano nelle case maya, tra di essi vi erano peperoncini e pomodori. Semi di cotone erano in procinto di essere piantati, forse per la produzione di olio da cucina. Oltre ai prodotti alimentari di base, i Maya coltivavano anche le colture di prestigio come il cotone, il cacao e la vaniglia. Il cacao era particolarmente apprezzato dall'élite, che consumava bevande al cioccolato. Il cotone veniva filato, tinto e lavorato per produrre preziosi tessuti che venivano scambiati.
I Maya possedevano pochi animali domestici; i cani furono addomesticati a partire dal 3000 a.C. e l'anatra muta dal tardo postclassico. I tacchini ocellati erano inadatti per addomesticamento, ma furono allevati all'ingrasso. Tutti questi animali vennero utilizzati come animali da macello; i cani venivano utilizzati anche per la caccia. È possibile che anche i cervi fossero allevati e fatti ingrassare.

## La lingua

Mappa delle lingue Maya e delle migrazioni del popolo proto-Maya

Prima del 2000 a.C., i Maya parlavano una sola lingua, chiamata proto-maya dai linguisti. Gli studi che hanno permesso di ricostruire il vocabolario proto-maya suggeriscono che tale linguaggio abbia avuto origine nelle alture occidentali del Guatemala o nel nord, anche se tali indizi non sono considerati conclusivi. La lingua proto-maya si è evoluta nel corso del periodo preclassico andando a formare i grandi gruppi linguistici maya che compongono la famiglia, compresi: lo Huastecan, il K'iche'an, il Q'anjobalan, il Mamean, il Tz'eltalan-Ch'Olan e le lingue dello Yucatán. Questi gruppi si discostarono ulteriormente durante l'era pre-colombiana, andando a formare più di 30 lingue che sono sopravvissute fino ai tempi moderni. Il linguaggio di quasi tutti i testi classici maya in tutta l'area è stato identificato come il Ch'olan. Nel tardo periodo preclassico anche il testo di Kaminaljuyu, nelle alture, sembra essere in relazione con il Ch'olan. L'uso del Ch'olan come lingua di testo maya non indica necessariamente che fosse la lingua comunemente usata dalla popolazione locale - potrebbe essere stato equivalente al latino medievale come lingua rituale o di prestigio. Il Ch'olan classico potrebbe essere stata la lingua di prestigio dell'élite maya del periodo classico, utilizzato nella comunicazione della comunità politica, come anche nella diplomazia e nel commercio. Per il periodo postclassico, lo yucateco si è trovato scritto nei codici maya di fianco al Ch'olan.

## La scrittura e l'alfabetizzazione

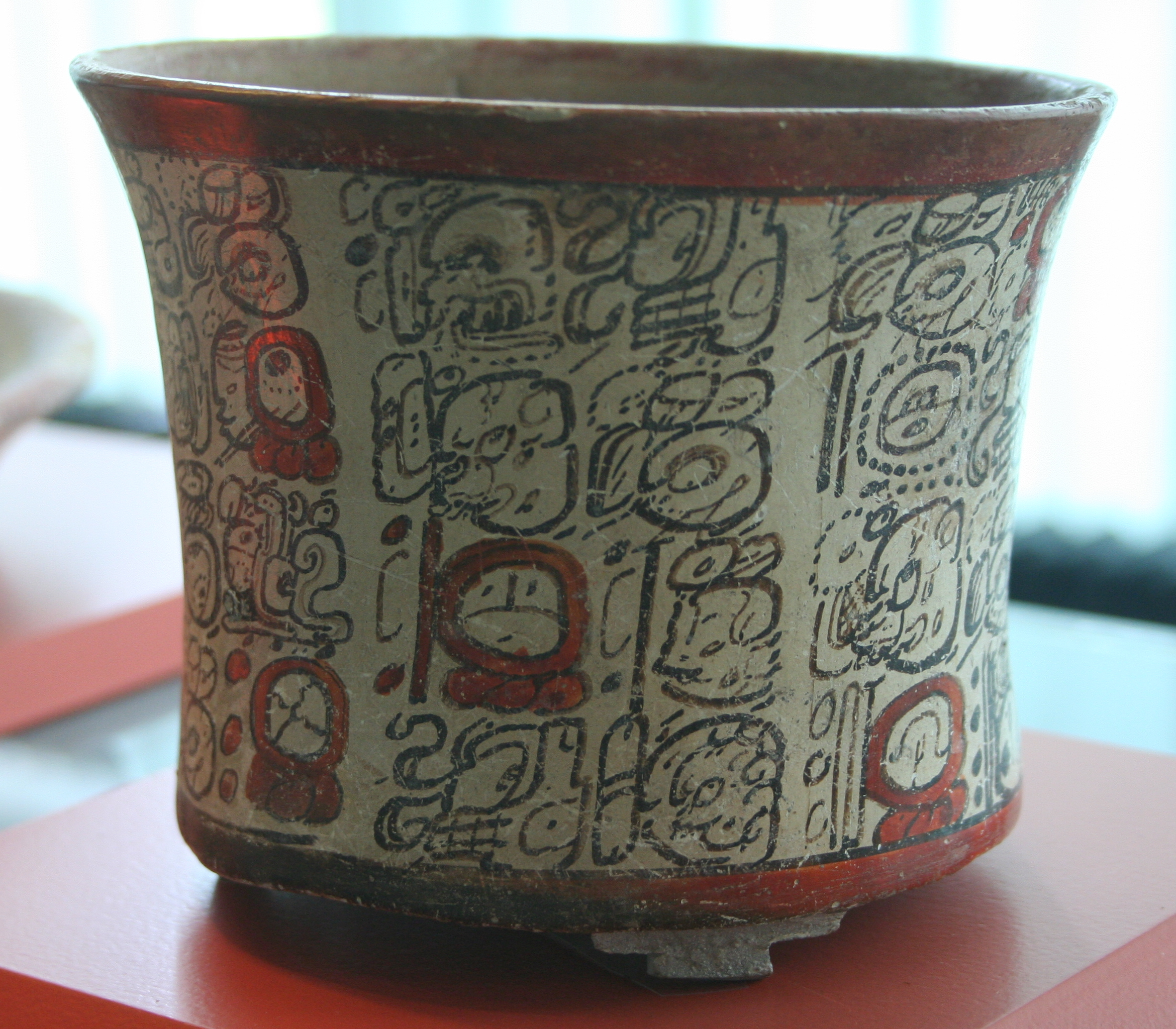
Vaso di ceramica dipinto con scritture maya. Museo Etnologico, Berlino

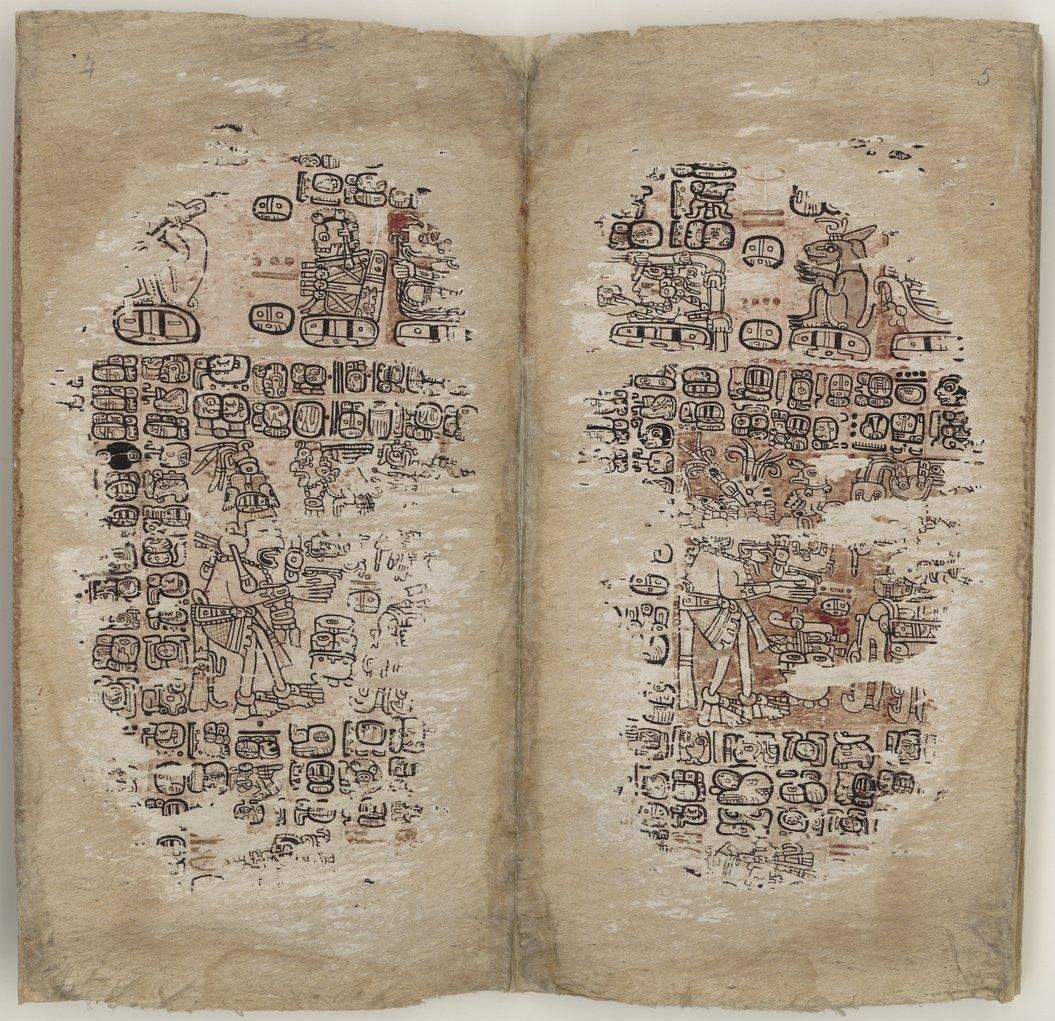
Pagine del codice di Parigi, uno dei pochi libri maya sopravvissuti

La civiltà precolombiana dei Maya ha lasciato numerose ed estese iscrizioni e il suo sistema di scrittura è considerato una delle più straordinarie conquiste degli abitanti precolombiani delle Americhe. Fu certamente il più sofisticato ed evoluto sistema di scrittura confrontato con più di una dozzina di altri sistemi sviluppatisi nella Mesoamerica. Le prime iscrizioni identificabili come originarie della civiltà maya sono databili intorno al 300-200 a.C. e sono state trovate nel bacino del Petén. Tuttavia, questo sistema di scrittura è stato preceduto da diversi altri riscontrabili nella Mesoamerica, come ad esempio gli scritti degli Olmechi e degli Zapotechi. Inizialmente la scrittura maya apparve sulla costa pacifica del Guatemala a partire dalla fine del I secolo d.C. o all'inizio del II secolo.
La Chiesa cattolica e i funzionari coloniali spagnoli, in particolare il vescovo Diego de Landa, distrussero tutti i testi maya che trovarono; tuttavia per caso furono ritrovati tre manoscritti superstiti precolombiani risalenti al periodo post-classico. Questi sono conosciuti come il Codice di Madrid, il Codice di Dresda e il Codice di Parigi. Di un quarto, il codice Grolier, sopravvivono poche pagine, di cui pure l'autenticità è contestata. Ulteriori studi archeologici condotti presso i siti maya hanno spesso consentito di portare alla luce frammenti rettangolari di gesso e vernice che prima erano codici; questi resti, nonostante siano gravemente danneggiati, hanno permesso alle iscrizioni di sopravvivere.
La maggior parte dei testi maya precolombiani risale al periodo classico e si trovano in iscrizioni su pietra, come stele o vasi in ceramica. Altri supporti contenenti codici sono: facciate con stucchi, affreschi, architravi in legno, pareti delle grotte e manufatti realizzati in una varietà di materiali, tra cui: l'osso, la conchiglia, l'ossidiana e la giada.

### Sistema di scrittura
Il sistema di scrittura maya (spesso chiamato geroglifico per una superficiale somiglianza alla scrittura egiziana antica) è un sistema logosillabico, che combina un sillabario di segni fonetici che rappresentano le sillabe con un logogramma che rappresenta le parole intere. Tra i sistemi di scrittura precolombiani, quello maya rappresenta più da vicino la lingua parlata. In qualsiasi momento della loro storia, non più di circa 500 glifi erano in uso, circa 200 dei quali (comprese le variazioni) erano fonetici.
La scrittura maya era in uso fino all'arrivo degli europei e il suo utilizzo maggiore si ebbe durante il periodo classico. Oltre 10 000 singoli testi sono stati finora recuperati, per lo più scritti su monumenti di: pietra, architravi, stele e ceramiche. I Maya realizzarono anche testi dipinti su una forma di carta prodotta dalla corteccia di un albero trattata. La competenza e la conoscenza della scrittura Maya persisterono tra segmenti della popolazione fino alla conquista spagnola. Sfortunatamente, a causa dell'impatto che la conquista degli europei ebbe sulla società Maya, la conoscenza è stata successivamente perduta.
La decifrazione e il recupero della conoscenza della scrittura maya è stato un processo lungo e laborioso. Alcuni elementi sono stati interpretati tra il tardo secolo XIX e l'inizio del XX, la maggior parte hanno a che fare con la matematica, con il calendario maya e con l'astronomia. Sostanziali progressi sono stati fatti dal 1950 al 1970 e da allora in avanti c'è stata una costante e rapida accelerazione. Alla fine del XX secolo, gli studiosi sono stati in grado di leggere la maggior parte dei testi maya e gli studi in corso sono tesi a comprendere ulteriormente il contenuto.

### Scrittura geroglifica

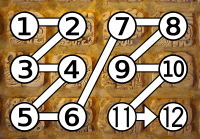
L'ordine di lettura di un testo geroglifico maya

L'unità di base del testo geroglifico maya è costituito dal blocco dei glifi, che trascrive una parola o una frase. Il blocco è composto da uno o più glifi singoli attaccati l'uno all'altro per formare il blocco. I blocchi generalmente sono separati da uno spazio e di solito sono disposti secondo un modello di griglia. Per facilità di riferimento, gli epigrafisti riferiscono i blocchi da sinistra a destra in ordine alfabetico e verso il basso numericamente. Così, qualsiasi blocco situato in un pezzo di testo può essere identificato: C4 sarebbe terzo blocco contando da sinistra e il quarto blocco di conteggio verso il basso. Se un monumento o manufatto ha più di un'iscrizione, le etichette delle colonne non sono ripetute, anzi continuano nella serie alfabetica; se ci sono più di 26 colonne, l'etichettatura continua come A', B' e così via. Le etichette di riga numeriche ripartono da 1 per ogni unità discreta di testo.
Sebbene il testo geroglifico possa essere disposto in diversi modi, in genere il testo è organizzato in due colonne di blocchi di glifi. L'ordine di lettura del testo: inizia in alto a sinistra (blocco A1), continua al secondo blocco nella doppia colonna (B1), poi scende fila e ricomincia dalla metà sinistra della doppia colonna (A2) e prosegue quindi in modo a zig-zag. Una volta raggiunto il fondo, la scritta prosegue dalla parte superiore sinistra della successiva doppia colonna. Dove un'iscrizione termina in una sola colonna (spaiato), questa colonna finale è solita leggersi dritto verso il basso.
Blocchi glifi individuali possono essere composti da una serie di elementi. Questi consistono del segno principale e nelle eventuali affissi. I segni principali rappresentano l'elemento principale del blocco e possono essere: un sostantivo, un verbo, un avverbio, un aggettivo o segno fonetico. Alcuni segni principali sono astratti, alcuni sono rappresentazioni grafiche dell'oggetto che rappresentano e altri sono "varianti di testa", personificazioni della parola che rappresentano.

### Strumenti di scrittura

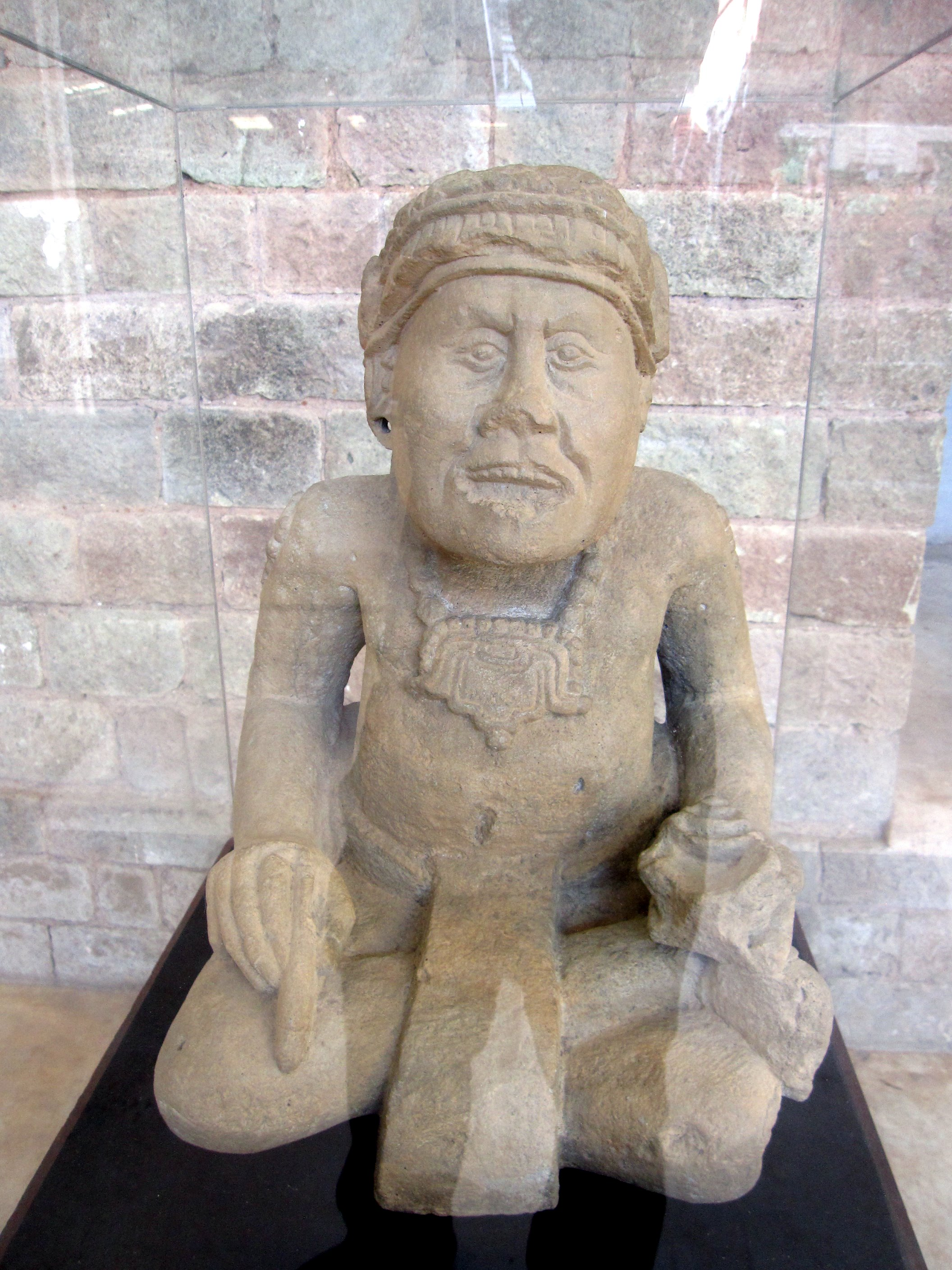
Scultura di uno scriba di Copán, Honduras

Anche se i reperti archeologici non forniscono esempi di pennelli o penne, l'analisi dei tratti di inchiostro sui codici del periodo postclassico suggeriscono che esso sia stato applicato con un pennello dalla punta flessibile, realizzato con capelli. Una scultura del periodo classico proveniente da Copán, in Honduras, raffigura uno scriba con un calamaio ricavato da una conchiglia. Scavi presso Aguateca hanno scoperto un certo numero di reperti di scribi, tra cui palette e mortai e pestelli.

### Scribi e l'alfabetizzazione
I cittadini comuni erano analfabeti; gli scribi facevano parte dell'élite. Non è noto se tutti i membri dell'aristocrazia sapevano leggere e scrivere, anche se almeno alcune donne ne erano capaci, dato che nell'arte maya vi sono rappresentazioni di scribi femminili. Gli scribi maya furono chiamati aj tz'ib, che significa "colui che scrive o che dipinge". Probabilmente vi furono delle scuole di scribi dove si insegnava a scrivere ai membri dell'aristocrazia. L'attività degli scribi è identificabile nella documentazione archeologica; Jasaw Chan K'awiil I, re di Tikal, fu sepolto con i suoi vasi di giada per la vernice, insieme ad altri preziosi corredi. Alcuni membri minori della dinastia reale di Copán sono anch'essi stati trovati sepolti con i loro strumenti di scrittura. Un palazzo a Copán è stato identificato come quello di una nobile stirpe di scribi: è decorato con sculture comprendenti figure che tengono calamai.
Anche se non si sa molto sugli scribi maya, alcuni hanno firmato le loro opere, sia su ceramica che su sculture in pietra. Di solito un solo scriba firmava un vaso in ceramica, ma più scultori sono noti per aver registrato i loro nomi su una scultura in pietra; otto scultori firmarono una stele a Piedras Negras. Tuttavia, la maggior parte delle opere sono rimaste senza segni distintivi dei loro artisti.

## Il tempo
La cronologia dei Maya era calcolata da un punto fisso del passato, proprio come il cristiano parte dalla nascita di Gesù, il greco dai primi giochi olimpici e il romano dalla fondazione di Roma. Il loro calendario (il Lungo computo) è ancorato a una data, tradotta dagli archeologi Goodman, Martinez e Thompson come l'11 agosto 3113 a.C., data su cui non tutti gli studiosi concordano. Dai primi secoli dell'era cristiana, i loro sacerdoti astronomi predissero le eclissi con grande precisione e stabilirono accuratamente il corso di Venere.

## Il calendario
Il sistema del calendario Maya, in comune con altri calendari mesoamericani, trae le sue origini nel periodo preclassico. Tuttavia, furono i Maya che lo svilupparono portandolo al massimo di raffinatezza, con la registrazione molto accurata dei cicli lunari e solari, delle eclissi e i movimenti dei pianeti. In alcuni casi, i calcoli maya si sono dimostrati più accurati degli equivalenti calcoli compiuti nel Vecchio Mondo; per esempio, l'anno solare maya era stato calcolato per una maggiore precisione rispetto al calendario giuliano. Il calendario maya fu intrinsecamente legato ai riti e fu fondamentale per le pratiche religiose.
L'unità base del calendario, il giorno, era il k'in; 20 kin costituivano un uinal; 18 uinal l'haab, cioè l'anno di 360 giorni, più un 19º brevissimo, di soli 5 giorni uayeb. I 18 uinal avevano ciascuno il proprio nome, così come i 20 kin e ognuno era indicato con un proprio glifo.
| Periodo    | Calcolo                               | Durata                | Anni (approssimati) |
| ---------- | ------------------------------------- | --------------------- | ------------------- |
| k'in       | 1 giorno                              | 1 giorno              |                     |
| winal      | 1 x 20                                | 20 giorni             |                     |
| tun        | 18 x 20                               | 360 giorni            | 1 anno              |
| k'atun     | 20 x 18 x 20                          | 7 200 giorni          | 20 anni             |
| bak'tun    | 20 x 18 x 20 x 20                     | 144 000 giorni        | 394 anni            |
| piktun     | 20 x 18 x 20 x 20 x 20                | 2 880 000 giorni      | 7 885 anni          |
| kalabtun   | 20 x 18 x 20 x 20 x 20 x 20           | 57 600 000 giorni     | 157 700 anni        |
| kinchiltun | 20 x 18 x 20 x 20 x 20 x 20 x 20      | 1 152 000 000giorni   | 3 154 004 anni      |
| alawtun    | 20 x 18 x 20 x 20 x 20 x 20 x 20 x 20 | 23 040 000 000 giorni | 63 080 082 anni     |

Vi era inoltre un calendario secondario concatenato al precedente che serviva a scopi rituali e divinatori composto da 260 giorni, 13 mesi di 20 giorni. Il secolo durava 52 anni. 20 anni di 260 giorni rappresentavano un K'atun, ciclo destinato a ripetersi senza variazioni significative ed è il katun ad essere rappresentato nelle stele erette nelle città più importanti all'inizio o al termine di un ciclo significativo di 20 anni. L'eterno ciclico fluire di giorni, mesi e stagioni è un miracolo che spinse i maya ad attribuire ad ogni alba e ogni tramonto una sacralità profonda.

## La matematica

Numeri maya

Come le altre civiltà mesoamericane, anche i Maya utilizzavano un sistema di numerazione a base vigesimale (tipo di numerazione avente per base il numero 20). Un punto "." rappresentava l'unità, una barretta "_" rappresentava il 5; arrivati al numero venti, veniva utilizzato lo zero. Il numero zero era concepito come posizione vuota: 0, 1, 2, 3, 4, 5, 6, 12, 15, 20... Questo potrebbe essere stato il primo caso conosciuto di idea di uno zero esplicito in tutto il mondo anche se questo primato è conteso dal sistema babilonese. Il primo uso esplicito dello zero si riscontra su alcuni monumenti risalenti al 357 d.C. Nei suoi primi impieghi, lo zero veniva utilizzato come segnaposto e indicava l'assenza di un particolare conteggio calendariale. Esso fu poi sviluppato in un numero utilizzato per eseguire calcoli e fu impiegato nei testi geroglifici per più di mille anni, fino a quando il suo uso è andato perduto con l'avvento degli spagnoli.
Durante il periodo postclassico il simbolo del guscio rappresentava zero; durante il periodo classico vennero utilizzati altri glifi. I Maya erano in grado di scrivere qualsiasi numero da 0 a 19 utilizzando una combinazione di questi simboli. Il valore preciso di un numero era determinato dalla sua posizione: come un numero veniva spostato verso l'alto, il suo valore di base veniva moltiplicato per venti. In questo modo, il simbolo inferiore rappresentava, il simbolo successivo indicava i multipli di venti e il simbolo superiore rappresentava multipli di 400 e così via. Ad esempio, il numero 884 sarebbe stato scritto con quattro punti sul livello più basso, quattro punti al livello immediatamente superiore e due punti sul livello successivo, in modo da avere: 4x1, sommato a 4x20 e sommato 2x400. Utilizzando questo sistema, i Maya erano in grado di registrare i numeri molto elevati. Una semplice somma poteva essere effettuata addizionando i punti e le linee in due colonne per dare il risultato in una terza colonna.
Per la civiltà maya la matematica faceva parte della sfera religiosa e rappresentava forme di conoscenza e di controllo delle energie sacre emanate principalmente dagli astri, considerate divinità o epifanie dell'essenza divina.

## Medicina
Per gli antichi Maya, l'arte della medicina era un complesso miscuglio di mente, corpo, religione, rituali e scienza. Importante per tutta la popolazione, essa comunque era praticata solo da pochi eletti che in genere ereditavano la pratica dopo aver ricevuto un'ampia formazione. Questi sciamani agivano come un mezzo tra il mondo fisico e il mondo spirituale, tuttavia, oltre a seguire pratiche religiose essi disponevano anche di una certa tecnica. È infatti noto che i Maya sapessero: suturare le ferite con i capelli umani, ridurre le fratture, trattare ematomi ed erano abili dentisti che realizzarono protesi di giada e turchese e riempiendo i denti cariati con pirite di ferro.
I Maya equiparavano la malattia con la prigionia della propria anima da parte di esseri soprannaturali, indignati per alcuni comportamenti scorretti compiuti. Per questo motivo, la cura di una malattia coinvolgeva una serie di pratiche, come rituali, purificazioni e rimedi a base di erbe; diversi testi maya sono dedicati al trattamento dei sintomi, basandosi su osservazioni oggettive degli effetti di alcune piante sul sistema umano. Particolari piante venivano: ingerite, fumate, inspirate, strofinate sulla pelle e utilizzate anche sotto forma di clisteri. Le tecniche di purificazione comprendevano il digiuno, la sudorazione e salassi.

## Architettura
I Maya edificarono una vasta varietà di strutture lasciando un importantissimo patrimonio architettonico che pone questo popolo tra le più grandi civiltà preindustriali del mondo. L'architettura dei Maya incorpora anche varie forme d'arte e i testi geroglifici. Gli edifici realizzati in muratura evidenziano la loro capacità artigianale, nonché la forte organizzazione centralizzata e i mezzi politici atti a mobilitare una così grande forza lavoro. Si stima che un'imponente residenza per l'élite della città di Copán possa aver richiesto una forza lavoro di 10 686 giorni/uomo per la sua edificazione, dato che può essere confrontato con i 67 giorni/uomo necessari per la capanna di un cittadino comune. Si stima, inoltre, che il 65% del lavoro necessario per costruire la residenza nobiliare fosse utilizzato nelle cave, per il trasporto e per la finitura della pietra utilizzata nella costruzione e che il 24% della manodopera fosse invece destinata alla produzione e all'applicazione dell'intonaco calcareo. Complessivamente, si stima che ci vollero da due a tre mesi per completare la costruzione di questa residenza per un singolo nobile di Copán, utilizzando tra gli 80 e i 130 lavoratori a tempo pieno. Una città del periodo classico, come Tikal, si sviluppa su 20 chilometri quadrati, con un nucleo urbano che copre 6 chilometri quadrati. Il lavoro richiesto per costruire una città di queste dimensioni fu certamente immenso, dell'ordine di svariati milioni di giorni/uomo. Le strutture più imponenti mai costruite dai Maya sono state erette durante il periodo preclassico. Le finiture architettoniche nel tardo periodo preclassico debbono aver richiesto la presenza di scalpellini e stuccatori specializzati, oltre ad abili progettisti e architetti.
La pietra calcarea veniva estratta ancora fresca dal terreno, la si trattava nelle fornaci per ricavare la calcina. Gli stucchi servivano per correggere gli errori di costruzione, anche se i blocchi di pietra erano finemente tagliati e selezionati. Tratti caratteristici dell'architettura maya furono il tetto sporgente, la volta e l'arco (volta a mensola, arco finto). Frequenti nell'architettura maya sono i grandi mascheroni in stucco che rappresentano generalmente le divinità, che derivano probabilmente dalle maschere di uomo-giaguaro degli Olmechi.

### Urbanistica

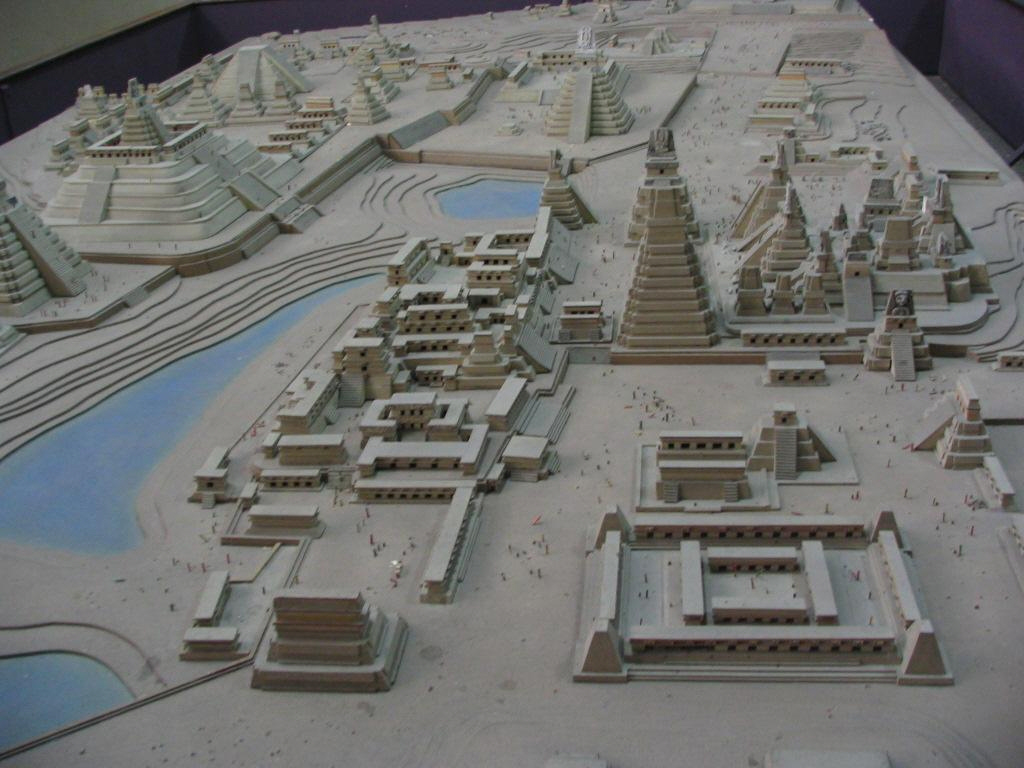
Ricostruzione del centro urbano di Tikal come si presentava nell'VIII secolo d.C.

L'organizzazione urbanistica delle città maya non fu frutto di una pianificazione formale, bensì il risultato di un'irregolare espansione, con disordinate aggiunte di palazzi, templi e altri edifici. La maggior parte delle città tendevano a crescere verso l'esterno del centro e verso l'alto, con le nuove strutture che si sovrapponevano ad edifici già esistenti. Spesso le città possedevano un centro cerimoniale e amministrativo circondato da una zona caratterizzata da una vasta proliferazione irregolare di complessi residenziali. I centri di tutte le città maya erano considerati sacri e a volte venivano separati dalle vicine aree residenziali per mezzo di muri. Queste divisioni delimitavano la zona dei templi piramidali e le altre monumentali costruzioni dedicate alle attività della classe elitaria. Monumenti scolpiti furono spesso edificati al fine di lasciare testimonianza delle opere della dinastia regnante. I centri urbani prevedevano anche piazze, campi sacri per il gioco della pelota e altri edifici ad uso commerciale e scolastico. Spesso, strade rialzate permettevano di collegare il centro alle zone periferiche della città.
Il centro cerimoniale della città maya fu il luogo di residenza della classe dirigente e la sede dello svolgimento delle funzioni amministrative e delle cerimonie religiose. Era anche il luogo dove gli abitanti della città si radunavano per le attività pubbliche. I complessi residenziali del ceto più ricco occupavano le zone migliori intorno al centro della città, mentre i popolani possedevano le loro residenze lontano dal centro cerimoniale. Le unità abitative furono costruite su piattaforme di pietra al fine di porle superiormente al livello delle alluvioni tipiche della stagione delle piogge.

### Materiali da costruzione

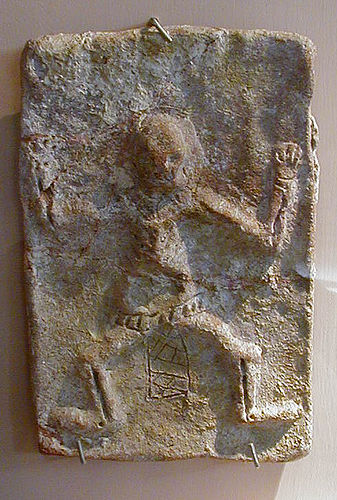
Mattone proveniente da Comalcalco

I Maya costruirono le loro città con la tecnologia utilizzata nel Neolitico, facendo ricorso sia a materiali deperibili, sia alla pietra. Il tipo esatto di pietra usata nelle costruzioni in muratura si differenzia a seconda delle risorse localmente disponibili e ciò ha influenzato anche lo stile dell'edificio. In un'ampia zona della regione maya, il calcare era facilmente disponibile. Il calcare locale è relativamente morbido appena tagliato, ma si indurisce con l'esposizione all'aria. Il tufo vulcanico è stato utilizzato a Copán, mentre nelle vicinanze di Quiriguá si utilizzava pietra arenaria. A Comalcalco, dove non erano disponibili in loco pietre adatte, si è dovuto ricorrere all'utilizzo di mattoni. Il calcare veniva cotto a temperature elevate, al fine di produrre cemento, gesso e stucco. Cemento a base di calce veniva utilizzato per fissare la pietra al suo posto e i blocchi di pietra venivano modellati tramite levigazione con corde e acqua e con gli strumenti di ossidiana. I Maya non conoscevano la ruota, in tal modo, tutti i carichi venivano trasportati su lettighe, chiatte o fatte scivolare su tronchi. I carichi pesanti venivano sollevati tramite corde, ma probabilmente senza l'utilizzo di pulegge.
Il legno veniva utilizzato per le travi e per gli architravi, anche nelle strutture in muratura. Nel corso della storia maya, capanne comuni e alcuni templi continuarono ad essere costruiti con pali di legno e paglia. Anche l'adobo è stato ampiamente utilizzato; esso consisteva in fango rinforzato con paglia che veniva applicato come rivestimento sulle pareti. Come il legno e la paglia, l'adobo è stato utilizzato nel corso di tutta la storia maya, anche dopo lo sviluppo delle strutture in muratura. Nelle zone meridionali, l'adobo è stato impiegato nell'edificazione di architetture monumentali, se nulla di adatto fosse stato localmente disponibile.

### Stili architettonici regionali
Anche se le città maya condividevano molte caratteristiche, si possono riscontrare notevoli variazioni nello stile architettonico. I vari stili sono stati influenzati dalla disponibilità locale dei materiali da costruzione, dal clima, dalla topografia e dai gusti locali. Nel tardo classico, queste differenze locali si svilupparono in distinti stili architettonici regionali.

#### Petén centrale
Lo stile del Petén centrale è caratterizzato da un'architettura che prende a modello la grande città di Tikal. Si trovano piramidi alte che sostengono un santuario sul proprio vertice, ornate con un tetto a pettine e vi si accede da un'unica porta. Altre caratteristiche sono l'uso di abbinamenti stele-altare e la decorazione delle facciate architettoniche, degli architravi e delle sovrastrutture (chiamate "tetti a pettine" dagli archeologi) con bassorilievi rappresentanti governanti e divinità. Esempi di siti in stile Petén centrale includono: Altún Ha, Calakmul, Holmul, Ixkún, Nakum, Naranjo e Yaxhá.

#### Puuc

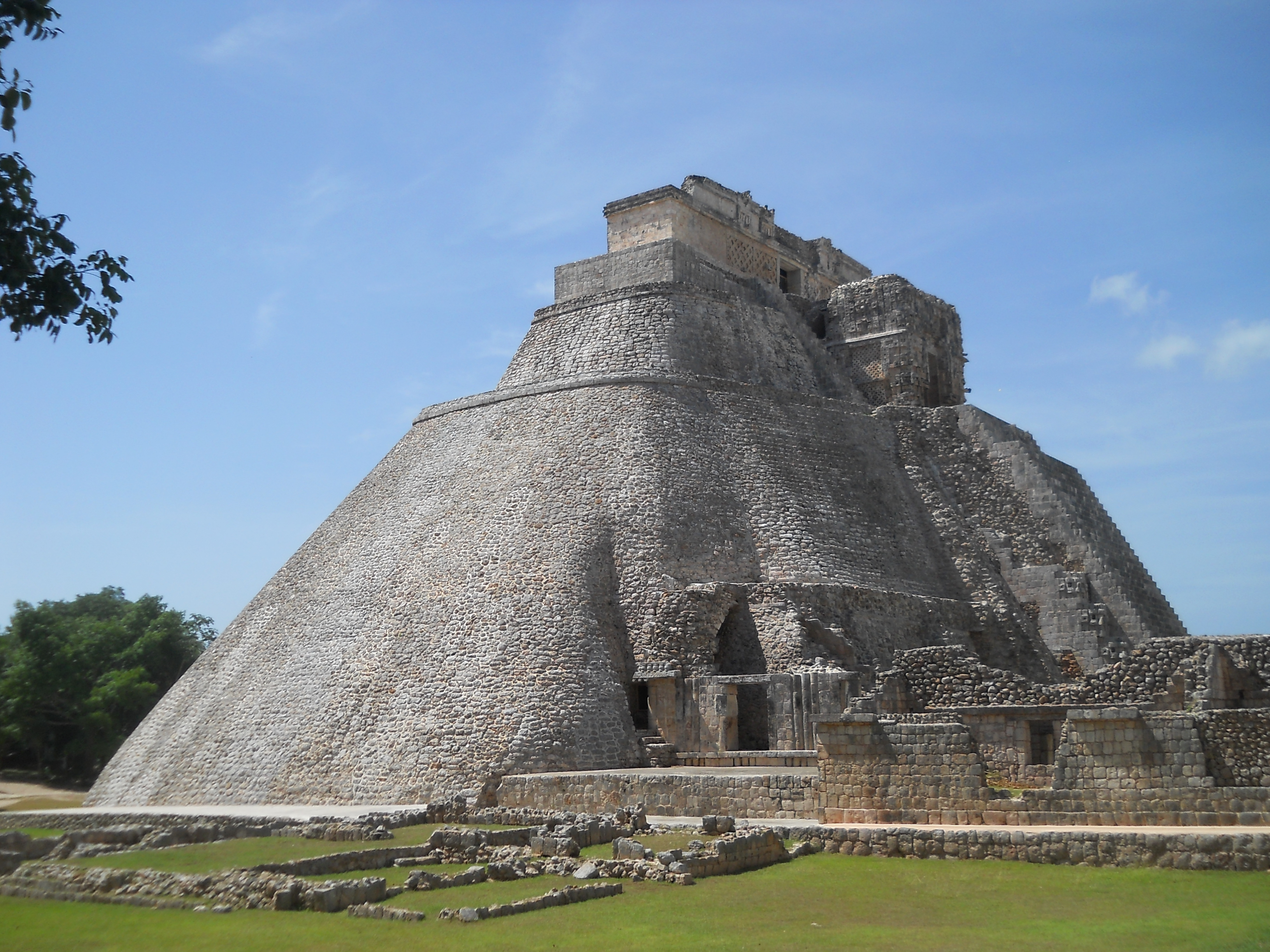
Piramide dell'Indovino presso Uxmal, un esempio di architettura Puuc

L'esempio classico di architettura in stile Puuc è la città di Uxmal. Questo stile, sviluppatosi nelle colline Puuc nel nord-ovest dello Yucatán, durante il tardo classico si è diffuso al di là di questa regione verso tutta la penisola dello Yucatán settentrionale. I progettisti Puuc sostituirono l'uso del pietrisco con il cemento, che portarono ad avere pareti e archi più resistenti. Le facciate superiori degli edifici erano decorate con pietre pretagliate, formando composizioni elaborate di divinità con il lungo naso, come il dio della pioggia Chaac e la divinità principale dell'uccello. Le trame compresero anche motivi geometrici, reticoli e rocchetti, forse influenzati da stili provenienti dall'altopiano Oaxaca, al di fuori dell'area dei Maya. Al contrario, le facciate più basse erano prive di decorazioni. I tetti a pettine erano relativamente poco comuni nei siti Puuc.

#### Chenes
Lo stile Chenes è molto simile allo stile Puuc, ma lo precede nell'uso delle facciate a mosaico. È caratterizzato da facciate completamente adornate su entrambe le sezioni superiori e inferiori dei vari edifici. Alcune porte erano circondate da maschere a mosaico di mostri che rappresentano divinità della montagna o del cielo, identificandole quindi come ingressi al regno soprannaturale. Alcuni edifici contenevano scale interne che permettevano di accedere ai diversi livelli. Lo stile Chenes si presenta più comunemente nella parte meridionale della penisola dello Yucatán, anche se singoli edifici di questo stile si riscontrano anche in altre parti della penisola. Esempi di siti Chenes includono: Dzibilnocac, Hochob, Santa Rosa Xtampak e Tabasqueño.

#### Río Bec
Lo stile Río Bec è una forma derivata dallo stile Chenes e, inoltre, presenta elementi dello stile del Petén centrale, come i tetti a pettini. I suoi palazzi si distinguono per le loro decorazioni con torri false, privi di ambienti interni, con ripide scale quasi verticale e false porte. Queste torri erano adorne di maschere di divinità e furono realizzate allo scopo di impressionare lo spettatore, piuttosto che per avere una qualsiasi funzione pratica. Tali false torri si trovano solo nella regione di Río Bec. I siti Río Bec includono Chicanná, Hormiguero e Xpuhil.

#### Usumacinta
Lo stile Usumacinta si sviluppò in territorio collinare bonificato e le città di Palenque e Yaxchilán ne furono un fulgido esempio. Come nel Petén, tetti a pettine ornavano le strutture principali. I palazzi avevano ingressi multipli realizzati mediante architrave piuttosto che tramite l'arco a mensola. In molti siti furono erette steli, tuttavia a Palenque vennero realizzati pannelli finemente scolpiti per decorare i propri edifici.

## Arte

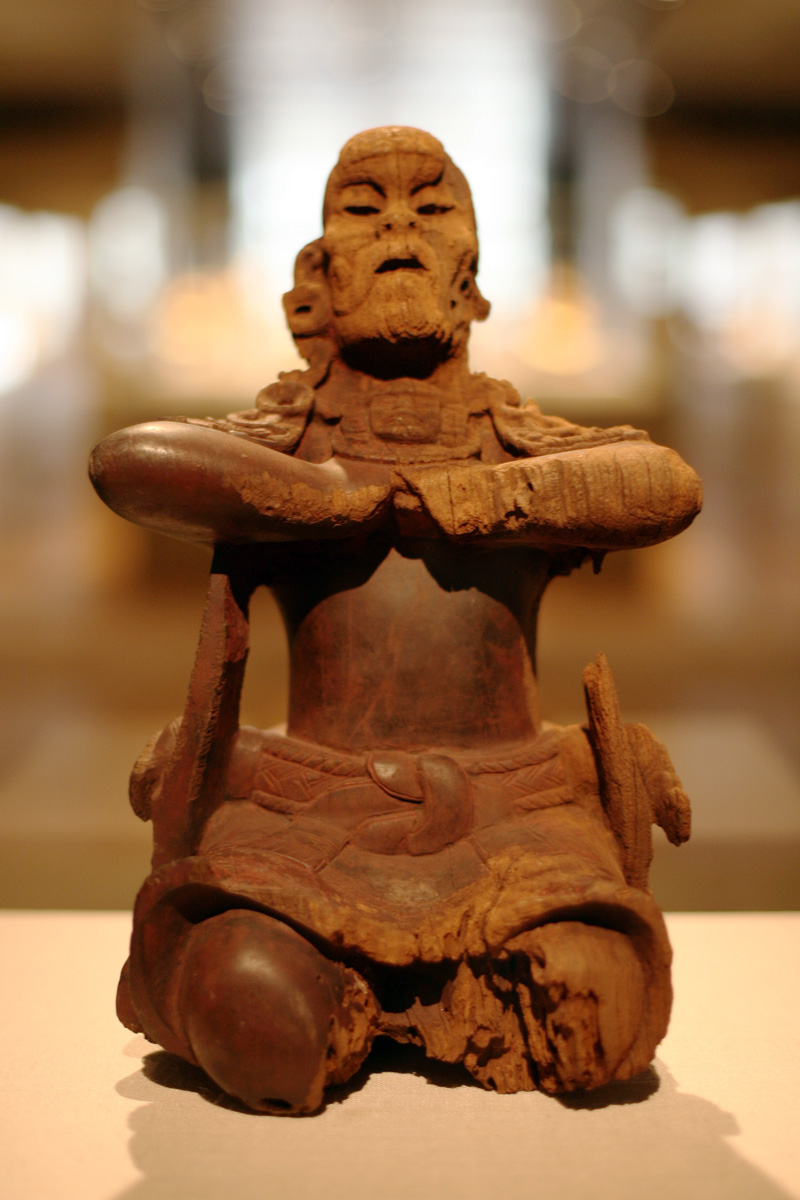
Statuetta di legno Classic, si presume che originariamente sostenesse uno specchio

Al pari di molte civiltà del passato, i Maya come altri popoli dell'America Centrale erano soliti caratterizzare sculture ed edifici mediante il colore, sia che questi ultimi avessero pareti lisce o fossero decorati a rilievo. Decorazione policrome all'interno di tombe di templi e palazzi come in rosso puro, azzurro di fondo. L'arte maya si sviluppò essenzialmente all'interno alla corte reale, riguardando quasi esclusivamente la classe dirigente e il suo mondo. I manufatti artistici furono realizzati sia in materiali deperibili che non deperibili e aveva lo scopo principale di ricordare i propri antenati. Anche se solo una piccola parte della loro produzione artistica è arrivata sino a noi, essa rappresenta la più ampia varietà di soggetti rispetto a qualsiasi altra forma tradizione artistica delle Americhe. L'arte maya fu caratterizzata da molti stili regionali e fu l'unica nelle antiche Americhe a utilizzare il testo narrativo. Gli oggetti più belli superstiti sono quelli risalenti al periodo tardo classico.
Si è osservato che i Maya predilessero il colore verde o blu-verde, e utilizzarono lo stesso termine per entrambi i colori. Di conseguenza, le pietre di questo colore furono per questa civiltà oggetti di grande valore e vennero associati al dio-sole K'inich Ajau. Con questi materiali vennero scolpiti diversi manufatti. La nobiltà maya usava incastonare nei denti delle pietre di giada. Alcune maschere funerarie, come quella di K'inich Janaab' Pakal (il re di Palenque), furono realizzate con questa pietra.
Alcuni studi archeologici suggeriscono che la scultura della pietra si fosse evoluta da una tradizionale lavorazione del legno. A causa della biodegradabilità del legno, il corpus di manufatti realizzato in tale materiale è quasi del tutto scomparso. I pochi oggetti sopravvissuti sono sculture tridimensionali e pannelli geroglifici. Le steli di pietra sono diffuse nei siti delle città, spesso in coppia con pietre circolari basse denominate "altari". Si trovano anche sculture in pietra che hanno preso altre forme, come i rilievi di calcare a Palenque e a Piedras Negras. Presso: Yaxchilan, Dos Pilas, Copán e in altri siti, le scalinate in pietra sono state decorate con sculture. La scalinata geroglifica a Copán è il più lungo testo geroglifico pervenutoci e si compone di 2200 singoli glifi.
Le più grandi sculture maya consistevano in facciate architettoniche realizzate in stucco. La forma grezza veniva posta su un rivestimento di base di gesso sulla parete e l'aspetto tridimensionale veniva realizzato usando piccole pietre. Infine, questo veniva rivestito con stucchi e modellato nella forma finita. La scultura veniva poi ricoperta da uno strato finale dai colori vivaci. Maschere di stucco giganti vennero utilizzate per abbellire le facciate dei templi a partire dal tardo preclassico e continuarono ad essere utilizzare fino al periodo classico.
I Maya vantavano una lunga tradizione della pittura murale e alcuni ricchi esempi policromi sono stati ritrovati a San Bartolo e databili tra il 300 a.C. e il 200 a.C. Le pareti erano rivestite di intonaco e i disegni policromi erano dipinti sulla finitura liscia. La maggior parte di questi affreschi non sono sopravvissuti, ma le prime tombe classiche color crema, rosso e nero sono state ritrovate a Caracol, Rio Azul e a Tikal.
Manufatti in selce e ossidiana avevano una funzione utilitaristica nella cultura maya, ma molti pezzi vennero finemente lavorati in forme che non furono mai destinate ad essere utilizzate come strumenti. Le selci eccentriche sono tra i migliori manufatti litici prodotti dagli antichi Maya. Tecnicamente erano molto difficili da produrre e richiedevano notevole abilità da parte degli artigiani. I grandi eccentrici in ossidiana potevano misurare più di 30 centimetri di lunghezza. La loro forma poteva variare notevolmente ma generalmente raffiguravano uomini, animali e forme geometriche associate alla religione maya. Selci eccentriche mostrano una grande varietà di forme come: mezzelune, croci, serpenti e scorpioni. Gli esempi più grandi e più elaborati rappresentano più teste umane, con teste minori che si diramano da quella più grande.
I tessuti maya sono scarsamente rappresentati nella documentazione archeologica, anche se rispetto ad altre culture precolombiane, come gli Aztechi, è probabile che fossero oggetti di valore elevato. Pochi brandelli di tessuto sono stati recuperati dagli archeologi, ma la prova migliore dell'arte tessile ci viene da altri mezzi, come i murales e le ceramiche dipinte. Tali rappresentazioni secondarie mostrano la classe più elevata della corte maya ornata con panni sontuosi, generalmente realizzati con cotone, ma venivano sovente utilizzati anche pelli di giaguaro e pelli di cervo.
Tra gli elementi artistici che sono maggiormente sopravvissute sono le ceramiche. I Maya non erano a conoscenza della ruota del vasaio e i vasi maya sono stati realizzati grazie all'avvolgimento di nastri laminati di argilla nella forma desiderata, tuttavia ancora non si è riusciti a comprendere e a riprodurre le antiche tecniche di cottura. Una certa quantità di finissime statuette in ceramica è stata ritrovata nelle tombe del tardo periodo classico dello Yucatán settentrionale, tra i 10 e i 25 centimetri di dimensione e sono modellate a mano, con pregevoli dettagli. Una delle caratteristiche più distintive degli oggetti in ceramica è la rappresentazione realistica di soggetti come apparivano nella vita. I soggetti ivi raffigurati comprendono la vita di corte dalla regione di Petén come appariva nell'VIII secolo d.C., come ad esempio: incontri diplomatici, feste, salassi, scene di guerrieri e il sacrificio di prigionieri di guerra.
Anche le ossa, sia umane che animali, venivano scolpite; in particolare quelle umane si suppone che potevano fungere da trofei di guerra o come reliquia degli antenati. I Maya lavoravano le conchiglie di spondylus eliminando il bianco esterno e le spine per rivelare l'interno arancione. Intorno al X secolo d.C., la metallurgia arrivò in Mesoamerica dal Sud America e i Maya iniziarono a realizzare piccoli oggetti in oro, argento e rame. Negli ultimi secoli prima della conquista spagnola, i Maya iniziarono ad utilizzare la fusione a cera persa per realizzare piccoli pezzi di metallo.
Un settore dell'arte popolare maya ancora poco studiato sono i graffiti. I graffiti addizionali, quindi non facenti parte della decorazione pianificata, furono incisi in stucco delle pareti interne, dei pavimenti e delle panchine, in una grande varietà di edifici, tra cui
templi, residenze e magazzini. Questa forma d'arte è stata ritrovata in 51 siti maya, in particolare raggruppati nel bacino Petén e nel sud di Campeche e nella regione Chenes dello Yucatán nordoccidentale. A Tikal, dove è stata scoperta una grande quantità di graffiti, i soggetti comprendono disegni di: templi, persone, divinità, animali, bandiere, lettighe e troni. Essi appaiono spesso disordinatamente, con disegni sovrapposti tra loro.

### Musica e danza
Per le popolazioni del Mesoamerica la danza rappresentava un elemento essenziale della loro cultura. Sovente, vicino alle piramidi e ai luoghi sacri, vi erano veri e propri maestri che insegnavano a danzare e a cantare. Diego de Landa riferisce che i Maya suonavano la musica non per ascoltarla, ma esclusivamente per ballare. Tali balli erano perlopiù eseguiti in occasione di cerimonie religiose a cui partecipano spesso guerrieri e membri dell'élite. I pochi dati arrivati fino a noi non ci permettono di conoscere come fosse strutturata la loro musica..

## Religione e mitologia

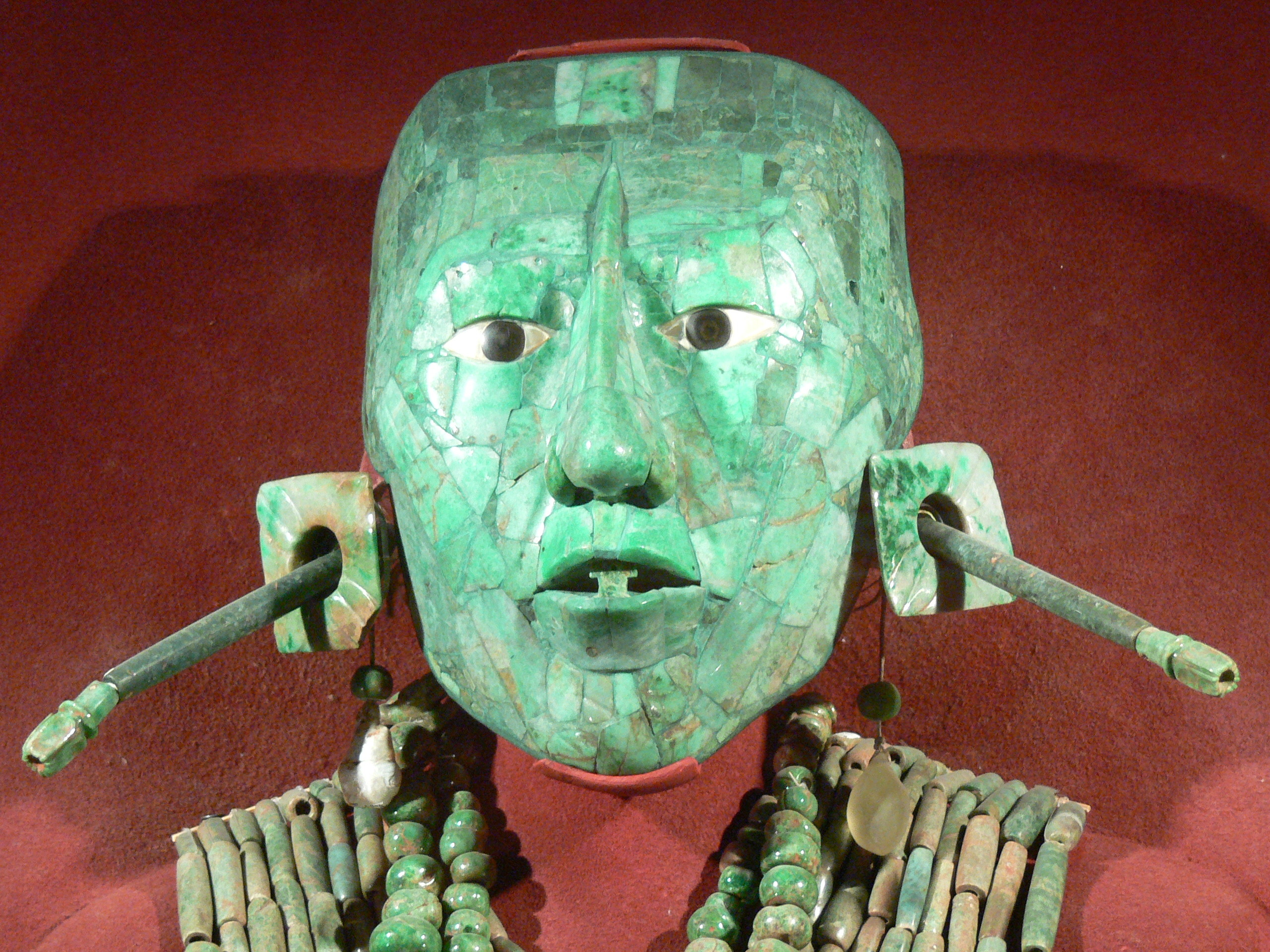
Maschera in giada del re maya K'inich Janaab' Pakal

In comune con le altre popolazioni del Mesoamerica, i Maya credevano in un regno soprannaturale abitato da una serie di potenti divinità, le quali dovevano essere placate con offerte cerimoniali e pratiche rituali. C'erano stati parecchi mondi: ognuno era perito in un diluvio e si attendeva un altro diluvio. L'universo maya, come quello manicheo, era travagliato dalla perenne lotta fra le potenze del male e del bene. Il bene portava la pioggia, la fertilità e l'abbondanza; il male portava la siccità, gli uragani e le guerre. Al centro della pratica religiosa maya vi fu il culto degli antenati defunti, ovvero coloro che avrebbero agito da intermediari tra i loro discendenti viventi con gli abitanti del regno sovrannaturale. I primi intermediari tra l'uomo e il regno soprannaturale, erano comunque gli sciamani. Quando la civiltà maya si sviluppò, la classe élitaria codificò i concetti generali della religione, assunse il ruolo di intermediario principale verso il regno degli dei e creò i presupposti divini che giustificavano il suo diritto a governare. Nel periodo tardo preclassico, l'apice di questo processo fu rappresentato dalla combinazione del massimo potere politico e religioso concentrati nel re divino: Ajaw k'uhul. Anche se è difficile ricostruire l'insieme delle credenze attraverso l'archeologia, alcune pratiche rituali hanno lasciato tracce fisiche. Tra di esse vi sono i depositi degli ornamenti rituali, i santuari e le sepolture con il loro corredo di offerte funerarie. Inoltre, l'arte maya, l'architettura e gli scritti hanno permesso di aiutare gli studiosi nella ricostruzione di queste antiche credenze; tutti questi elementi possono essere combinati con le fonti etnografiche, comprese le registrazioni delle pratiche religiose del popolo maya fatte dagli spagnoli durante la conquista.
I Maya possedevano una visione del cosmo come una realtà altamente strutturata; vi erano tredici livelli nei cieli e nove livelli negli inferi; il mondo mortale occupava una posizione tra il cielo e l'inferno. Ogni livello possedeva quattro punti cardinali associati con un colore diverso. Le principali divinità erano caratterizzate da aspetti associati a queste direzioni e colori; a nord vi era il bianco, ad est il rosso, a sud il giallo e ad ovest vi era nero.
Credenze sulle forze soprannaturali influenzavano ogni aspetto della vita dei Maya, dalle più semplici attività giornaliere, come la preparazione dei cibi, alle attività commerciali, alla politica e alle attività dedicate all'élite. Le divinità maya disciplinavano tutti gli aspetti del mondo, visibili e invisibili. I sacerdoti appartenevano ad un gruppo chiuso che attingeva i suoi membri ad un'élite stabilita; all'inizio del periodo classico essi si occupavano di trascrivere nei loro libri geroglifici rituali sempre più complessi, osservazioni astronomiche, cicli calendariali, appunti di storia e racconti di mitologia. I sacerdoti celebravano cerimonie pubbliche che comprendevano: feste, salassi, incenso, musica, danze rituali e, in certe occasioni, il sacrificio umano. Durante il periodo classico, il sovrano maya era considerato il sommo sacerdote e quindi il contatto diretto tra i mortali e gli dei. È molto probabile che, tra la gente comune, lo sciamanesimo continuasse parallelamente alla religione ufficiale di stato. Nel periodo postclassico, l'enfasi religiosa era cambiata; vi fu un aumento nel culto delle immagini delle divinità e un ricorso più frequente alla pratica del sacrificio umano.

### Il sacrificio umano

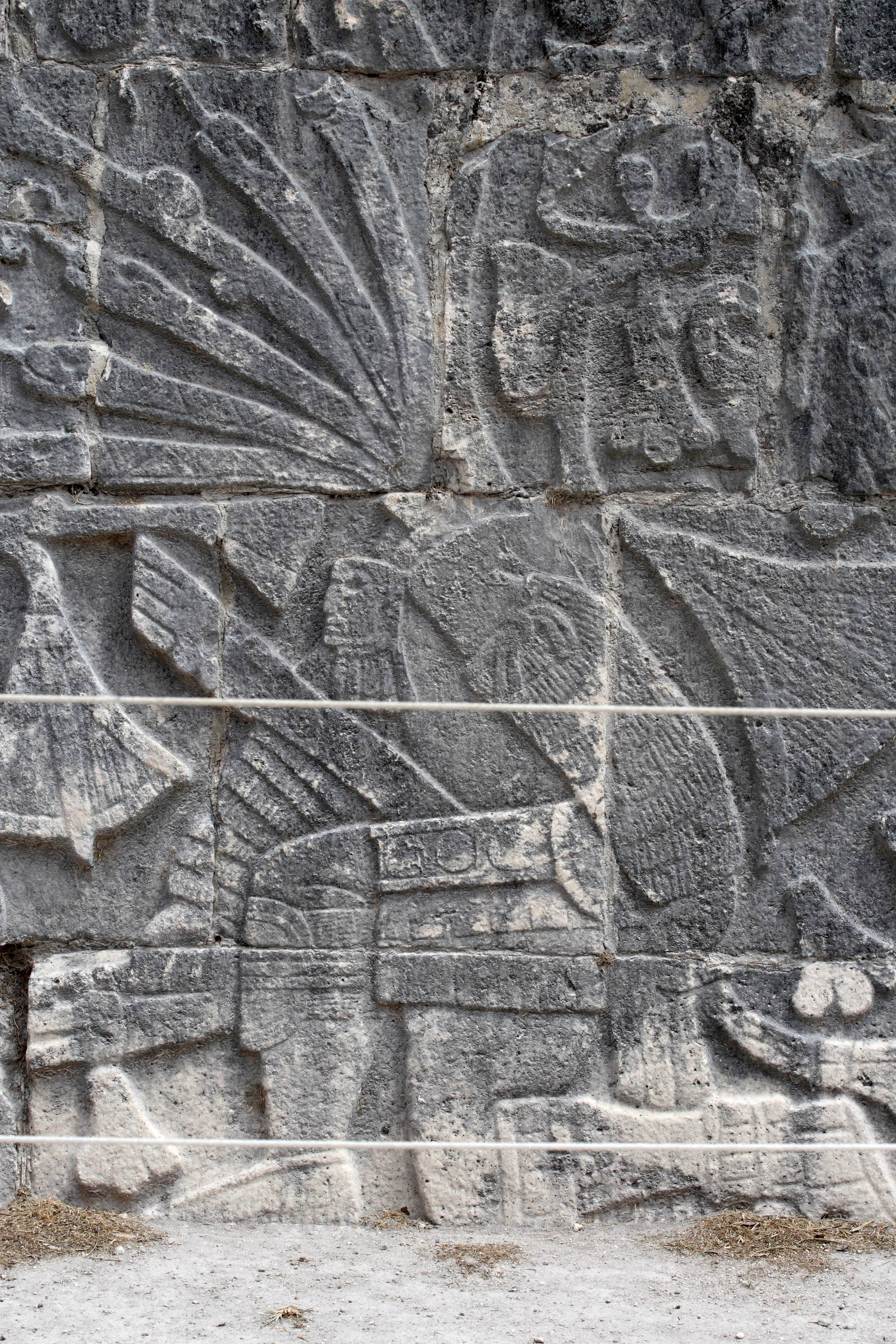
Scultura del giocatore di palla, ritrovata a Chichén Itzá

Il sangue era considerato come una potente fonte di nutrimento per le divinità Maya e un fatto necessario affinché si mantenesse l'equilibrio del cosmo, pertanto il sacrificio di una creatura vivente era un'importante offerta di sangue. Per estensione, il sacrificio di una vita umana poteva essere l'offerta definitiva di sangue agli dei e così i più importanti riti maya culminavano nel sacrificio umano. Solitamente venivano sacrificati solo prigionieri di guerra di alto rango sociale, mentre i prigionieri di più basso lignaggio erano destinati al lavoro come schiavi.
Talvolta, i Maya ricorrevano anche all'auto sacrificio, da cui non era esente nemmeno la classe elitaria. Sovente i re ferivano il proprio pene in una sorta di circoncisione, tramite punte di pietra, come sacrificio di sangue. Il gesto non era certamente simbolico, affinché il sacrificio fosse valido era necessario lo spargimento di elevate quantità di sangue.
Alcuni importanti rituali, come l'inizio di grandi progetti edili o l'incoronazione di un nuovo sovrano, richiedevano un'offerta umana. Il sacrificio di un re nemico era l'offerta più pregiata e un tale sacrificio si esplicitava con la decapitazione del sovrano prigioniero in una sorta di rievocazione rituale della decapitazione del dio maya del granoturco da parte degli dei della morte. Nell'anno 738 d.C., il re vassallo K'ak' Tiliw Chan Yopaat di Quiriguá catturò il suo signore, Uaxaclajuun Ub'aah K'awiil di Copán e pochi giorni dopo lo fece decapitare secondo il rito. Il sacrificio per decapitazione è raffigurato in alcune opere d'arte del periodo classico maya e talvolta avveniva dopo una lunga tortura. Il mito degli Eroi Gemelli, raccolta nel Popol Vuh, racconta come una coppia di gemelli fosse stata decapitata dai loro avversari, i signori di Xibalba al gioco della palla.
Nel corso del periodo postclassico, la forma più comune di sacrificio umano consisteva nell'estrazione del cuore, pratica che ebbe sicuramente influenza dal metodo usato dagli Aztechi nella Valle del Messico. Tale rituale solitamente aveva luogo nel cortile di un tempio o sulla cima di una piramide. A seconda dell'esatto tipo di rituale, il cadavere poteva essere scuoiato dagli assistenti dei sacerdoti, fatta eccezione per le mani e i piedi. Il sacerdote officiante avrebbe quindi rimosso il suo abbigliamento rituale per vestirsi della pelle della vittima sacrificale prima di eseguire una danza rituale che simboleggiava la rinascita della vita.
Uno studio condotto sul DNA di 64 su 100 presupposte vittime sacrificali, rinvenute nella città maya di Chichén Itzá, ha rivelato che erano tutti maschi e il 25% erano imparentati tra loro.

### Divinità
I Maya credevano in una grande varietà di divinità, entità soprannaturali e forze sacre. Essi usavano interpretare estensivamente ciò che ritenevano sacro e identificavano gli dei con specifici eventi, vi erano anche divinità con una speciale giurisdizione sui periodi cronologici in cui era diviso il tempo, altre ancora erano riservate a ciascun giorno separatamente e ogni numerale aveva il suo dio. L'interpretazione delle divinità maya era intrinsecamente legata al calendario, all'astronomia e alla loro visione del mondo. L'importanza di una divinità, le sue caratteristiche e le sue associazioni, variavano in base al movimento dei corpi celesti. L'interpretazione sacerdotale delle osservazioni astronomiche e dei libri era dunque un aspetto cruciale, dal momento che era compito del sacerdote indicare a quale divinità dedicare il rito propiziatorio, quando dovevano essere eseguite le corrette cerimonie e quale sarebbe stata un'offerta adeguata. Ogni dio possedeva quattro manifestazioni, associate alle direzioni cardinali, ognuna identificata con un colore diverso. I Maya erano caratterizzati anche da un radicato dualismo di giorno-notte/vita-morte.
Itzamnà era il dio creatore, ma egli incarnava anche il cosmo ed era allo stesso tempo il dio del sole, K'inich Ahau, giorno di sole, era uno dei suoi aspetti. I re maya spesso si identificavano con K'inich Ahau. Itzamnà possedeva anche un aspetto notturno, il giaguaro notturno, che rappresenta il sole nel suo viaggio attraverso gli inferi. I quattro Pawatuns sostenuto agli angoli del regno mortale nei cieli, Bakabs eseguiva la stessa funzione. Bakabs vantava decine di altre forme, oltre alle solite quattro, che tuttavia non sono state ben comprese. I quattro Chaacs erano dèi della tempesta, i quali controllavano i tuoni, i fulmini e le piogge. I nove signori della notte governavano ognuno uno dei regni degli inferi. Altre divinità importanti includevano la dea della luna, il dio del mais e i Eroi Gemelli. Il dio Chaac (o Chac) è una variante del dio drago e presenta: un naso cascante, pupille a forma di spirale, zanne ricurve e serpentine ed impugna un'ascia o una torcia (da lui dipende la pioggia o la siccità). Nello Yucatán lo troviamo sotto forma di mascherone geometrico.
Il Popol Vuh è stato scritto in caratteri latini durante i primi tempi coloniali e fu probabilmente la trascrizione di un libro geroglifico composto da un ignoto nobile K'iche'. Si tratta di una delle opere più importanti della letteratura indigena delle Americhe. Il Popol Vuh racconta il mito della creazione del mondo, la leggenda degli Eroi Gemelli e la storia del regno postclassico k'iche'. Le divinità descritte nel Popol Vuh includono Hun-Hunahpu, K'iche', il dio del mais e una triade di divinità che includevano Huracan, la dea della luna Auilix e il dio della montagna Jacawitz.
In comune con le altre culture mesoamericane, i Maya adoravano la divinità del serpente piumato. Tale culto era raro durante il periodo classico, ma a partire dal postclassico si diffuse sia nella penisola dello Yucatán che negli altopiani del Guatemala. Nello Yucatán, il serpente piumato era la divinità Kukulkán, secondo la leggenda K'iche' era Gukumatz. Kukulkán traeva le sue origini dal serpente della guerra del periodo classico, Waxaklahun Ubah Kan, ciò nonostante esso era stato fortemente influenzato dal culto di Quetzalcoatl del Messico centrale. Allo stesso modo, Q'uq'umatz aveva un'origine varia, che univa le caratteristiche del messicano Quetzalcoatl con gli aspetti di Itzamná del periodo classico.

### Morte
Dalle fonti arrivate fino a noi è difficile immaginare cosa il popolo maya antico pensasse riguardo alla morte. È plausibile ritenere che vivessero tale evento con una certa preoccupazione ed angoscia; immaginando che l'anima del defunto fosse destinata a transitare per un certo tempo in un luogo, da cui nessuno avrebbe più fatto ritorno, sotterraneo, buio e senza una prospettiva di vita ultraterrena, prima di scomparire per sempre.
I riti funerari potevano prevedere o l'inumazione o la cremazione e solitamente i resti mortali venivano seppelliti sotto i pavimenti delle loro case, insieme ad offerte adeguate per lo status sociale della famiglia. I Maya ritenevano che vi potessero essere dei defunti che avrebbero potuto agire come antenati protettivi. Il lignaggio maya era patrilineare, in tal modo un antenato maschio di primo piano poteva venire venerato, spesso tramite un santuario domestico. Come la società maya si sviluppò e l'élite crebbe di potenza, gli appartenenti alle famiglie reali edificarono i loro santuari domestici nelle grandi piramidi che utilizzavano come tombe per i loro antenati.

## Astronomia e astrologia

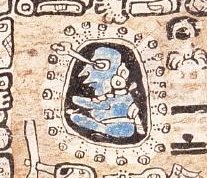
Rappresentazione di un astronomo, nel Codice di Madrid

I Maya compirono meticolose osservazioni dei corpi celesti e registrarono pazientemente i dati astronomici sui movimenti: del Sole, della Luna, di Venere e delle stelle. Queste informazioni sono state utilizzate per formulare le divinazioni, quindi per i Maya l'astronomia era essenzialmente utilizzata per scopi astrologici: non serviva per studiare l'universo per ragioni scientifiche, né era utilizzata per misurare le stagioni per il calcolo della semina delle colture. Era piuttosto usata dai sacerdoti per comprendere i cicli del passato e proiettarli nel futuro per formulare delle profezie. Ritenevano, infatti, che eventi simili si sarebbero verificati in futuro, quando sarebbero apparse le stesse condizioni astronomiche e dunque i sacerdoti eseguivano raffinate osservazioni e registrarono le eclissi del sole e della luna, così come i movimenti di Venere e delle stelle. Le illustrazioni presenti nei codici, dimostrano che i sacerdoti eseguivano le loro osservazioni astronomiche ad occhio nudo, assistiti da bastoni incrociati come dispositivo di puntamento. L'analisi dei pochi codici pervenuti del periodo postclassico ha rivelato che, al momento del contatto con gli europei, i Maya avevano prodotto tavole con la registrazione di eclissi, calendari e possedevano conoscenze astronomiche più accurate rispetto a quelle degli europei.
I Maya misurarono in 584 giorni il ciclo di Venere con un errore di appena due ore. Cinque cicli di Venere vennero equiparati a otto cicli calendariali Haab di 365 giorni e questo periodo è stato registrato nei codici. I Maya seguirono anche i movimenti di Giove, Marte e Mercurio. Il momento in cui Venere si alza come la stella del mattino è stato associato con la rinascita degli Eroi Gemelli Maya, mentre la levata eliaca del pianeta è stata associata con distruzioni e sconvolgimenti. Venere è stato strettamente associato con la guerra e il geroglifico che significa "guerra" incorpora il glifo che simboleggia il pianeta. I regnanti Maya intraprendevano campagne militari in coincidenza con le congiunzioni inferiori o superiori di Venere e, probabilmente, usavano sacrificare i prigionieri importanti in concomitanza con tali congiunzioni.
Le eclissi solari e lunari sono state considerate come eventi particolarmente pericolosi che avrebbero potuto portare a una catastrofe sul mondo. Nel Codice di Dresda, un'eclissi solare è rappresentata da un serpente che divora k'in ("giorno"). Le eclissi venivano interpretate come il sole o la luna che subivano un morso e furono registrate delle tabelle lunari in modo che si potessero prevedere e quindi eseguire le cerimonie appropriate per scongiurare il disastro.

## Siti archeologici
Vi sono centinaia di siti maya sparsi in cinque stati: Belize, El Salvador, Guatemala, Honduras e Messico. I sei siti considerati particolarmente eccezionali per via della loro architettura o scultura, sono: Chichén Itzá, Palenque, Uxmal e Yaxchilán in Messico, Tikal in Guatemala e Copán in Honduras. Altri siti importanti, ma difficili da raggiungere, sono Calakmul ers El Mirador. I principali siti della regione Puuc, dopo Uxmal, sono Kabah, Labná e Sayil. Nella parte orientale della penisola dello Yucatán vi è Coba e il piccolo sito di Tulum. I siti della penisola Río Bec comprendono: Becán, Chicanná, Kohunlich, Xpuhil. I siti più interessanti del Chiapas, dopo Palenque e Yaxchilan, sono Bonampak e Toniná. Nelle alture del Guatemala vi sono: Iximche, Kaminaljuyu, Mixco Viejo e Q'umarkaj (noto anche come Utatlán). Anche nelle pianure settentrionali del Petén in Guatemala vi sono molti siti ma, a parte Tikal, l'accesso ad essi è generalmente difficile. Alcuni importanti siti del Petén sono Dos Pilas, Seibal e Uaxactún. Nel Belize interessanti resti si trovano a Altún Ha, El Caracol e Xunantunich.

## Le popolazioni di lingua maya
(Rigoberta Menchú)

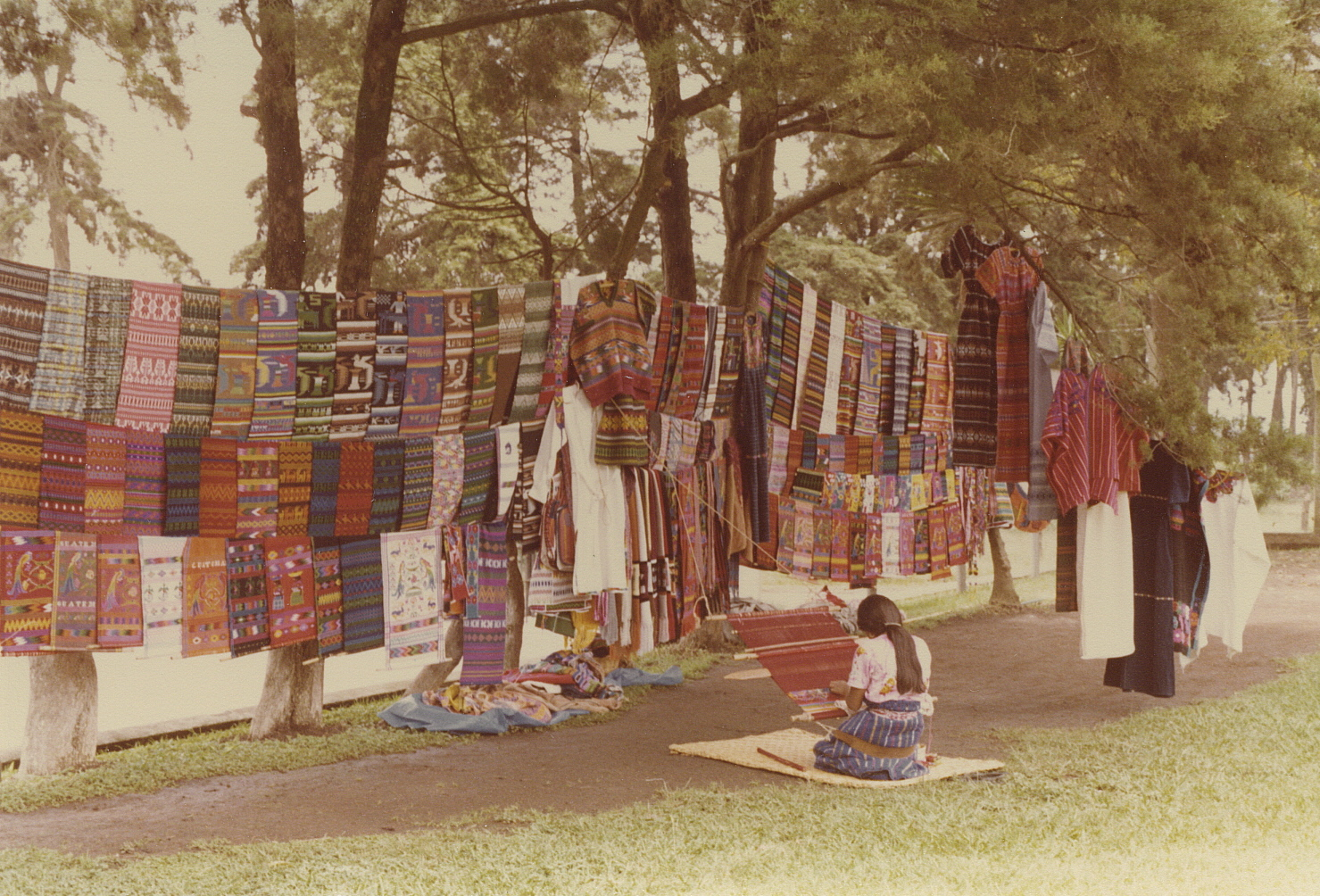
Tessuti tipici dei Maya contemporanei (vedi Arte maya)

Si stima che ci siano 6 milioni di Maya viventi in questa regione all'inizio del XXI secolo; alcuni sono abbastanza integrati nella cultura moderna delle nazioni nelle quali risiedono, altri conservano uno stile di vita differente e più legato alle proprie tradizioni, spesso parlando le lingue maya.
Le più vaste popolazioni maya sono negli stati messicani di: Yucatán, Campeche, Quintana Roo, Tabasco e Chiapas, nonché nelle nazioni centroamericane di Belize e Guatemala e a occidente in Honduras e in El Salvador.

### Yucatán
Il gruppo più vasto di Maya moderni si trova nello stato messicano dello Yucatán. Il nome Yucatán si narra derivi da Yectean, esclamazione che significa più o meno "non ho capito". Così rispondevano le popolazioni cui gli spagnoli chiedevano il nome della propria terra: Yectean, non ho capito. Comunemente si identificano come "Maya", senza nominare alcuna tribù (diversamente da quelli che vivono negli altopiani occidentali del Guatemala) e parlano una lingua che gli antropologi definiscono "maya yucateco", ma è chiamato semplicemente "maya" da chi lo parla e dagli altri yucatechi; parlano comunque anche lo spagnolo. Specialmente nelle regioni occidentali, anche quelli che parlano maya in casa spesso si definiscono meticci, il che mostra una certa assimilazione alla cultura dominante messicana.
Storicamente, la popolazione della metà occidentale della penisola era meno integrata con la cultura ispanica e meno assoggettati ai coloni rispetto agli abitanti della metà orientale.
Vi fu una grande rivolta dei maya yucatechi, nel XIX secolo, che fu una delle più riuscite rivolte moderne degli Indios. Essa portò tra l'altro alla temporanea esistenza di uno stato maya di Chan Santa Cruz, riconosciuto come nazione indipendente dall'Impero Britannico.
Lo sviluppo del turismo nel Mar dei Caraibi ha incoraggiato uno spostamento demografico da altre regioni del Messico. Questo fenomeno però, secondo molti critici, è stato motivato almeno in parte dal desiderio del governo centrale messicano di diminuire l'identità maya della regione a favore di una generica "messicanità".
Questo processo ha creato forti scompensi nella identità culturale dei discendenti del popolo maya.

### Chiapas
Il Chiapas fu lo stato del Messico meno toccato dalle riforme della Rivoluzione messicana. Molti Maya qui supportano l'Esercito Zapatista di Liberazione Nazionale (EZLN).
I maggiori gruppi etnici chiapanechi sono tzotzil e i tzeltal, che si trovano sugli altopiani, i tojolabal, i ch'ol, i lacandón.

### Guatemala
In Guatemala, le popolazioni maya più vaste e più legate alle antiche tradizioni si trovano negli altopiani occidentali.
In questo stato la politica seguita dai coloni spagnoli è stata quella di mantenere le popolazioni indigene separate e sottomesse e continua ancor oggi nel XXI secolo. Questo ha portato alla conservazione di molti costumi tradizionali, unico stile di vita possibile per i Maya.
Continua ancor oggi una notevole identificazione con le tribù, che spesso corrispondono agli stati-nazione precolombiani. Molte persone indossano tutt'oggi abiti che distinguono i gruppi locali specifici da tutti gli altri. I vestiti delle donne tendono a essere più tradizionali rispetto a quelli maschili, poiché gli uomini hanno avuto una maggior interazione con la cultura ispanica e maggiori rapporti commerciali.
Fra i popoli maya degli altopiani vi sono: i quiché, i mam, i pocomam, i caqchikel, gli ixil, i kekchi, i tzutuhil e i jacaltechi.